# Liste der Biografien/Abe
Liste der Biografien |
Portal Biografien |
Personensuche
# |
A |
B |
C |
D |
E |
F |
G |
H |
I |
J |
K |
L |
M |
N |
O |
P |
Q |
R |
S |
T |
U |
V |
W |
X |
Y |
Z |
?
 
Aa |
Ab |
Ac |
Ad |
Ae |
Af |
Ag |
Ah |
Ai |
Aj |
Ak |
Al |
Am |
An |
Ao |
Ap |
Aq |
Ar |
As |
At |
Au |
Av |
Aw |
Ax |
Ay |
Az
 
Aba |
Abb |
Abc |
Abd |
Abe |
Abf |
Abg |
Abh |
Abi |
Abj |
Abk |
Abl |
Abm |
Abn |
Abo |
Abp |
Abr |
Abs |
Abt |
Abu |
Abw |
Aby |
Abz
Die Liste der Biografien führt alle Personen auf, die in der deutschsprachigen Wikipedia einen Artikel haben. Dieses ist eine Teilliste mit 731 Einträgen von Personen, deren Namen mit den Buchstaben „Abe“ beginnt.

## Abe
- Abe, Akie (* 1962), japanische Frau des japanischen Premierministers Shinzō Abe
- Abe, Akira (1934–1989), japanischer Schriftsteller
- Abe, Asami (* 1985), japanische Sängerin
- Abe, Bun’ichirō (* 1985), japanischer Fußballspieler
- Abe, Fumio (1922–2006), Politiker (LDP)
- Abe, Haruka (* 1985), japanisch-britische SchauspielerinHaruka Abe (* 1985)

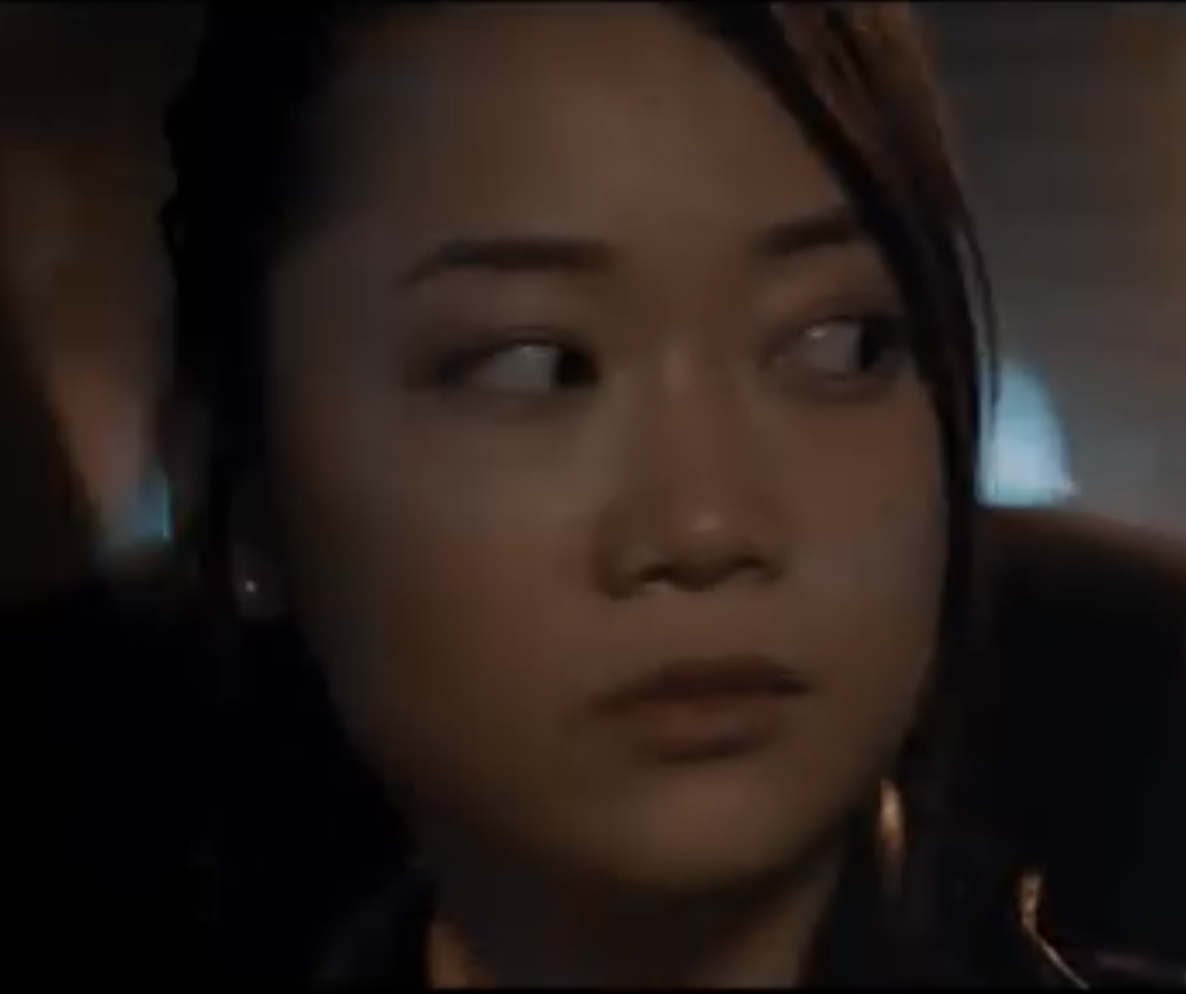
Haruka Abe (* 1985)

- Abe, Heisuke (1886–1943), japanischer Generalleutnant
- Abe, Hidetaka, japanischer Karateka
- Abe, Hifumi (* 1997), japanischer Judoka
- Abe, Hiroaki (1889–1949), Vizeadmiral der kaiserlich japanischen Marine
- Abe, Hiroki (* 1997), japanischer Langstreckenläufer
- Abe, Hiroki (* 1999), japanischer Fußballspieler
- Abe, Hiromi (* 2000), japanische Tennisspielerin
- Abe, Hiroshi (* 1958), japanischer Amateurastronom
- Abe, Hiroyuki (* 1989), japanischer Fußballspieler
- Abe, Hitoshi (* 1962), japanischer Architekt
- Abe, Horst Rudolf (1927–2006), deutscher Medizinhistoriker
- Abe, Ichiro (1922–2022), japanischer Jūdō-Lehrer, 10. Dan des Kōdōkan
- Abé, Irmgard (* 1935), deutsche Schriftstellerin und Drehbuchautorin
- Abe, Isoo (1865–1949), japanischer Politiker und Intellektueller
- Abe, Jirō (1883–1959), japanischer Philosoph und Autor
- Abe, Julia (* 1976), deutsche Tennisspielerin
- Abe, Kaito (Fußballspieler, Juni 1999) (* 1999), japanischer Fußballspieler
- Abe, Kaito (Fußballspieler, September 1999) (* 1999), japanischer Fußballspieler
- Abe, Kanako (* 1973), japanische Dirigenten
- Abe, Kanato (* 2002), japanischer Fußballspieler
- Abe, Kaoru (1949–1978), japanischer Jazzsaxophonist
- Abe, Kazushige (* 1968), japanischer Schriftsteller
- Abe, Keigo (1938–2019), japanischer Karate-Instruktor
- Abe, Keiko (* 1937), japanische Komponistin, Marimbaspielerin
- Abe, Kensaku (* 1980), japanischer Fußballspieler
- Abe, Kenshiro (1916–1985), japanischer Jūdō-Lehrer des Butokukai
- Abe, Kōbō (1924–1993), japanischer SchriftstellerAbe Kōbō (1924–1993)

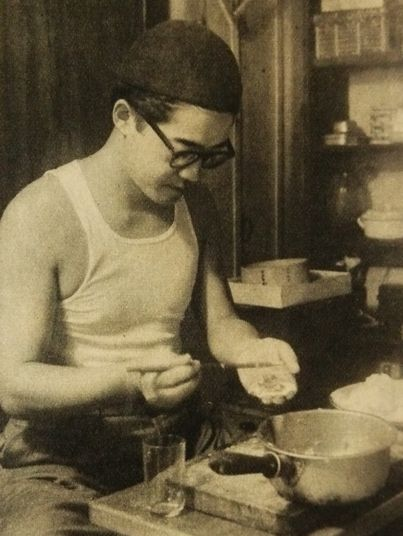
Abe Kōbō (1924–1993)

- Abe, Kōhei (1923–2005), japanischer Manager und Honorarkonsul
- Abe, Kōmei (1911–2006), japanischer Komponist, Musikpädagoge, Dirigent und Violoncellist
- Abe, Kōto (* 1997), japanischer Fußballspieler
- Abe, Kyoko (* 1950), japanische Pianistin, Komponistin und Musikpädagogin
- Abe, Mao (* 1990), japanische Singer-Songwriterin
- Abe, Masahiro (1819–1857), japanischer Politiker
- Abe, Masanao (* 1967), japanischer Astronom und Asteroidenentdecker
- Abe, Masanori (1806–1823), Daimyō in der zweiten Hälfte der Edo-Zeit
- Abe, Masanori (* 1991), japanischer Fußballspieler
- Abe, Masao (1915–2006), japanischer Philosoph und Religionswissenschaftler
- Abe, Masashi (* 1965), japanischer Nordischer Kombinierer
- Abe, Mayumi (* 1967), japanische Curlerin
- Abe, Natsuko (* 1982), japanische Biathletin
- Abe, Natsumi (* 1981), japanische J-Pop-Sängerin und Schauspielerin
- Abe, no Hirafu, japanischer Feldherr
- Abe, no Munetō (1032–1108), japanischer Feldherr
- Abe, no Nakamaro (698–770), japanischer Dichter
- Abe, no Sadatō (1019–1062), japanischer Feldherr
- Abe, no Yoritoki († 1057), japanischer Feldherr
- Abe, Nobuya (1913–1971), japanischer Maler der Yōga-Richtung und Fotograf der Shōwa-Zeit
- Abe, Nobuyuki (1875–1953), japanischer General und Politiker, Premierminister
- Abe, Nobuyuki (* 1984), japanischer Fußballspieler
- Abe, Norick (1975–2007), japanischer MotorradrennfahrerNorick Abe (1975–2007)
- Abe, Otto, Baumeister

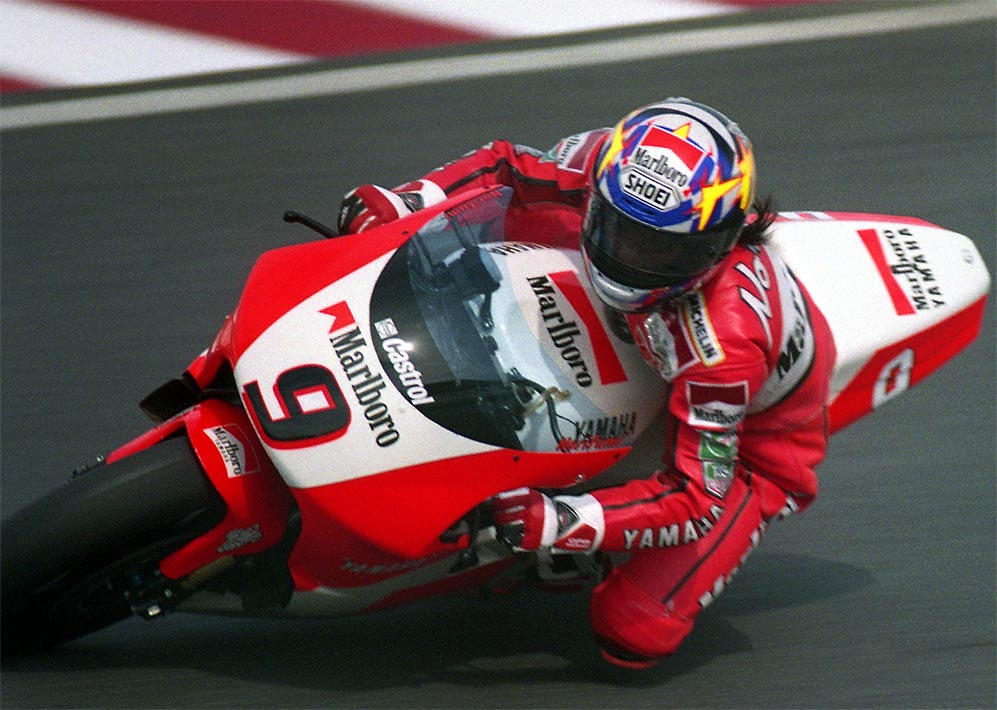
Norick Abe (1975–2007)

- Abe, Raisei (* 2004), japanischer Fußballspieler
- Abé, Richard (1840–1919), deutscher Stahlformgießer
- Abe, Ryōji (* 1953), japanischer Radrennfahrer
- Abe, Ryōta (* 2001), japanischer Fußballspieler
- Abe, Ryōtarō (* 1962), japanischer Komponist und Musikpädagoge
- Abe, Sada (* 1905), japanische Mörderin
- Abe, Satoru (* 1982), japanischer Biathlet
- Abe, Shigetaka (1890–1939), japanischer Erziehungswissenschaftler
- Abe, Shinnosuke (1884–1964), japanischer Journalist und Essayist
- Abe, Shintarō (1924–1991), japanischer Politiker
- Abe, Shinzō (1954–2022), japanischer Politiker, 57. PremierministerShinzō Abe (1954–2022)

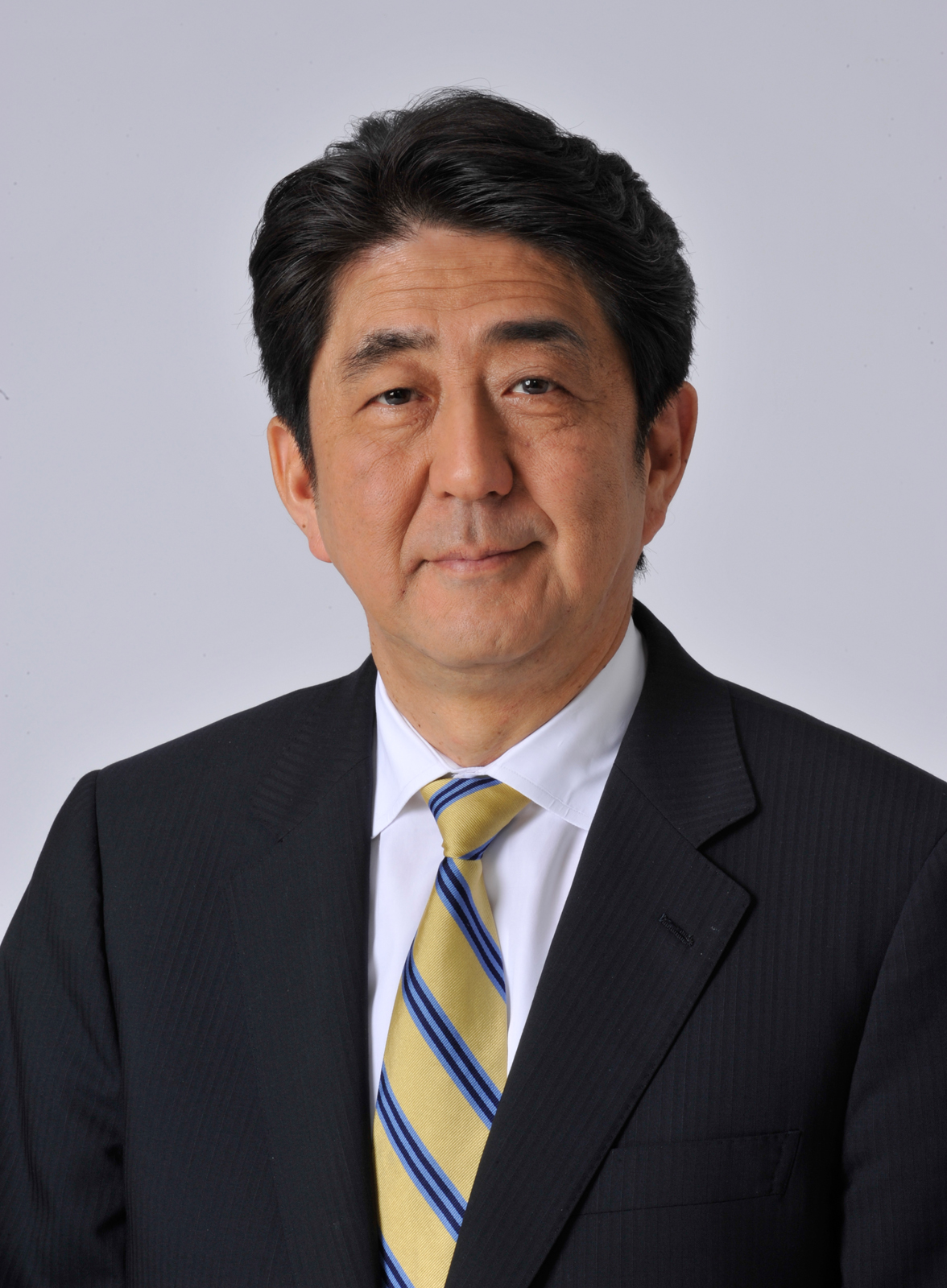
Shinzō Abe (1954–2022)

- Abe, Shōhei (* 1983), japanischer Fußballspieler
- Abe, Shōō († 1753), japanischer Wissenschaftler
- Abe, Shū (* 1984), japanischer Fußballspieler
- Abe, Shuichi (* 1960), japanischer Politiker
- Abe, Shūto (* 1997), japanischer Fußballspieler
- Abe, Tadaaki (1602–1675), japanischer Hatamoto
- Abe, Tadashi (1926–1984), japanischer Aikidō-Lehrer
- Abe, Taisei (* 2004), japanischer Fußballspieler
- Abe, Takashi (* 1997), japanischer Fußballspieler
- Abe, Takatoshi (* 1991), japanischer Hürdenläufer
- Abe, Takuma (* 1987), japanischer Fußballspieler
- Abe, Takumi (* 1991), japanischer Fußballspieler
- Abe, Tatsuki (* 2003), japanischer Hürdenläufer
- Abe, Teruo, japanischer Fußballspieler
- Abe, Tetsuya (* 1983), japanischer Fußballspieler
- Abe, Tokiharu (1911–1996), japanischer Ichthyologe
- Abe, Tomoe (* 1971), japanische Langstreckenläuferin
- Abe, Tomoji (1903–1973), japanischer Schriftsteller, Übersetzer und Literaturkritiker
- Abe, Tomoko (* 1948), japanische Politikerin
- Abe, Toshiko (* 1959), japanische Politikerin
- Abe, Toshiyuki (* 1974), japanischer Fußballspieler
- Abe, Udo (* 1956), deutscher Fußballspieler
- Abe, Uta (* 2000), japanische JudokaUta Abe (* 2000)

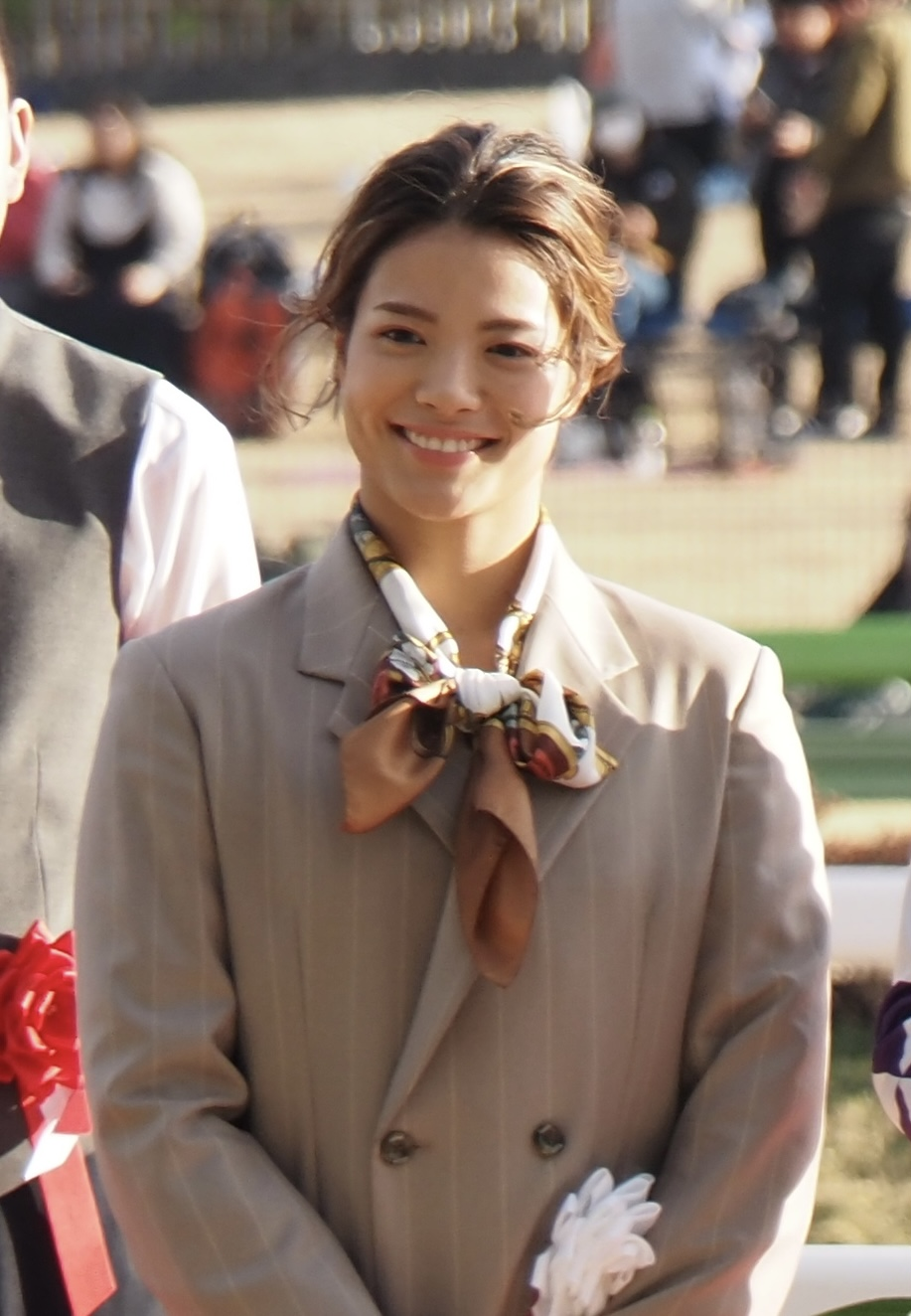
Uta Abe (* 2000)

- Abe, Yoshinori (* 1972), japanischer Fußballspieler
- Abe, Yoshirō (* 1980), japanischer Fußballspieler
- Abe, Yoshishige (1883–1966), japanischer Philosoph, Erzieher und Politiker
- ABe, Yoshitoshi (* 1971), japanischer MangakaYoshitoshi ABe (* 1971)

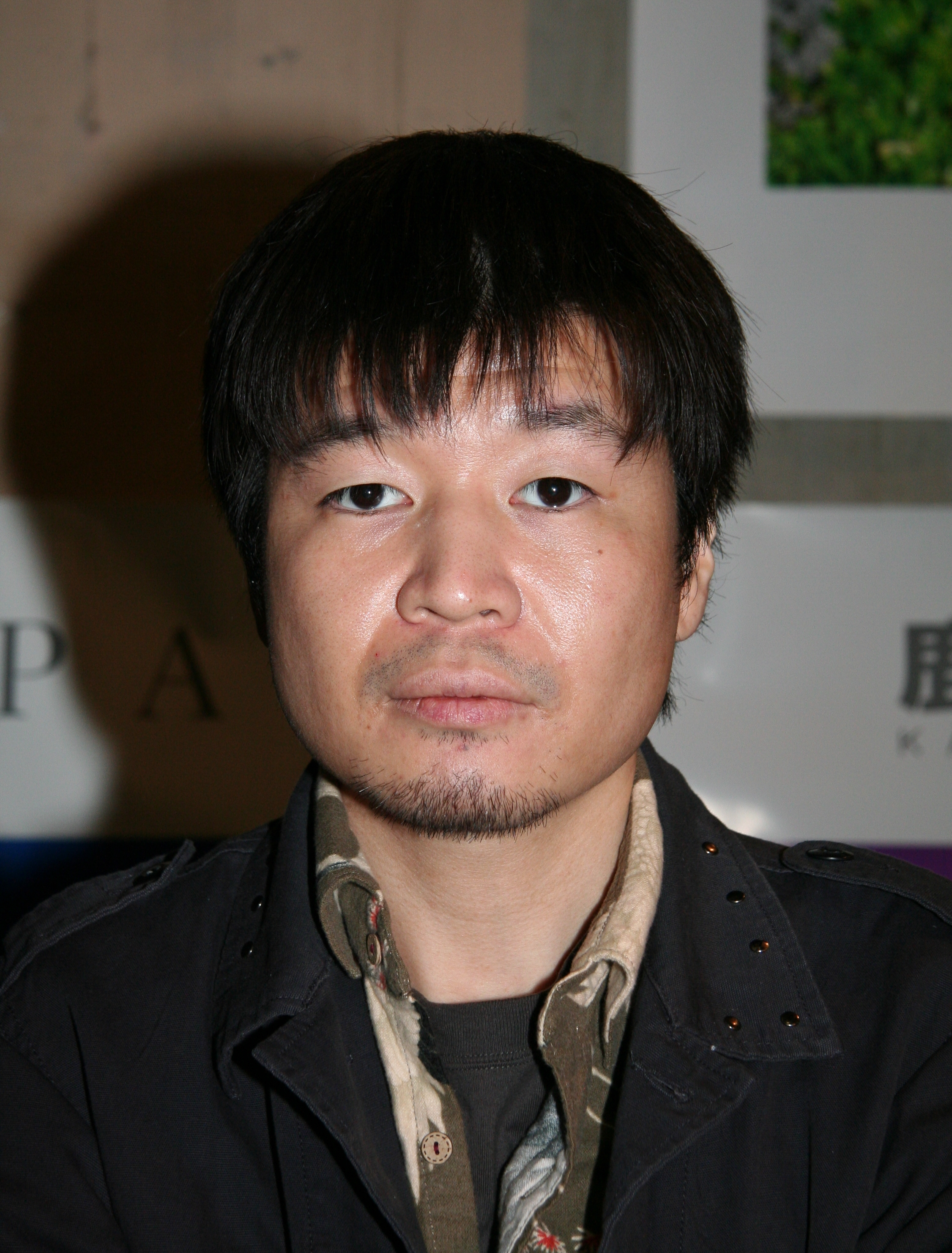
Yoshitoshi ABe (* 1971)

- Abe, Yoshiyuki (* 1969), japanischer Radrennfahrer
- Abe, Yūichi (* 1968), japanischer Komponist im Bereich der Blasmusik
- Abe, Yūichi (* 1969), japanischer Fußballspieler
- Abe, Yūki (* 1981), japanischer Fußballspieler
- Abe, Yūki (* 1989), japanischer Fußballspieler
- Abe, Yūta (* 1974), japanischer Fußballspieler
- Abe, Yūtarō (* 1984), japanischer Fußballspieler
- Abe-Ouchi, Ayako, japanische Klimawissenschaftlerin

### Abeb
- Abebe, Addis (* 1970), äthiopischer Langstreckenläufer
- Abebe, Mekides (* 2001), äthiopische Hindernisläuferin
- Abebe, Nathan (* 1997), äthiopischer Sprinter
- Abebe, Nikodimos Elias († 2011), äthiopischer altorientalischer Bischof

### Abec
- Abecasis, Duarte (1892–1966), portugiesischer Ingenieur
- Abecasis, Nuno Krus (1929–1999), portugiesischer Politiker (CDS)
- Abécassis, Éliette (* 1969), französische Schriftstellerin
- Abecassis, Eryck (* 1956), französischer Komponist
- Abecassis, George (1913–1991), britischer Rennfahrer
- Abecassis, Snu (1940–1980), dänische Publizistin in Portugal
- Abecassis, Yaël (* 1967), israelische Schauspielerin
- Abecco, Raffaele (1836–1879), italienischer Harfenist, Sänger (Tenor) und Komponist
- Abeck, Franz (* 1898), deutscher Landschafts-, Stillleben- und Tiermaler der Düsseldorfer Schule
- A’Becket, Maria (1839–1904), amerikanische Malerin
- A’Becket, Mary Anne (1817–1863), englische Komponistin
- A’Becket, Thomas Jr. (1843–1918), US-amerikanischer Pianist, Organist, Musikpädagoge

### Abed
- Abed Alsamad, Najat (* 1967), syrische Schriftstellerin und ÄrztinNajat Abed Alsamad (* 1967)

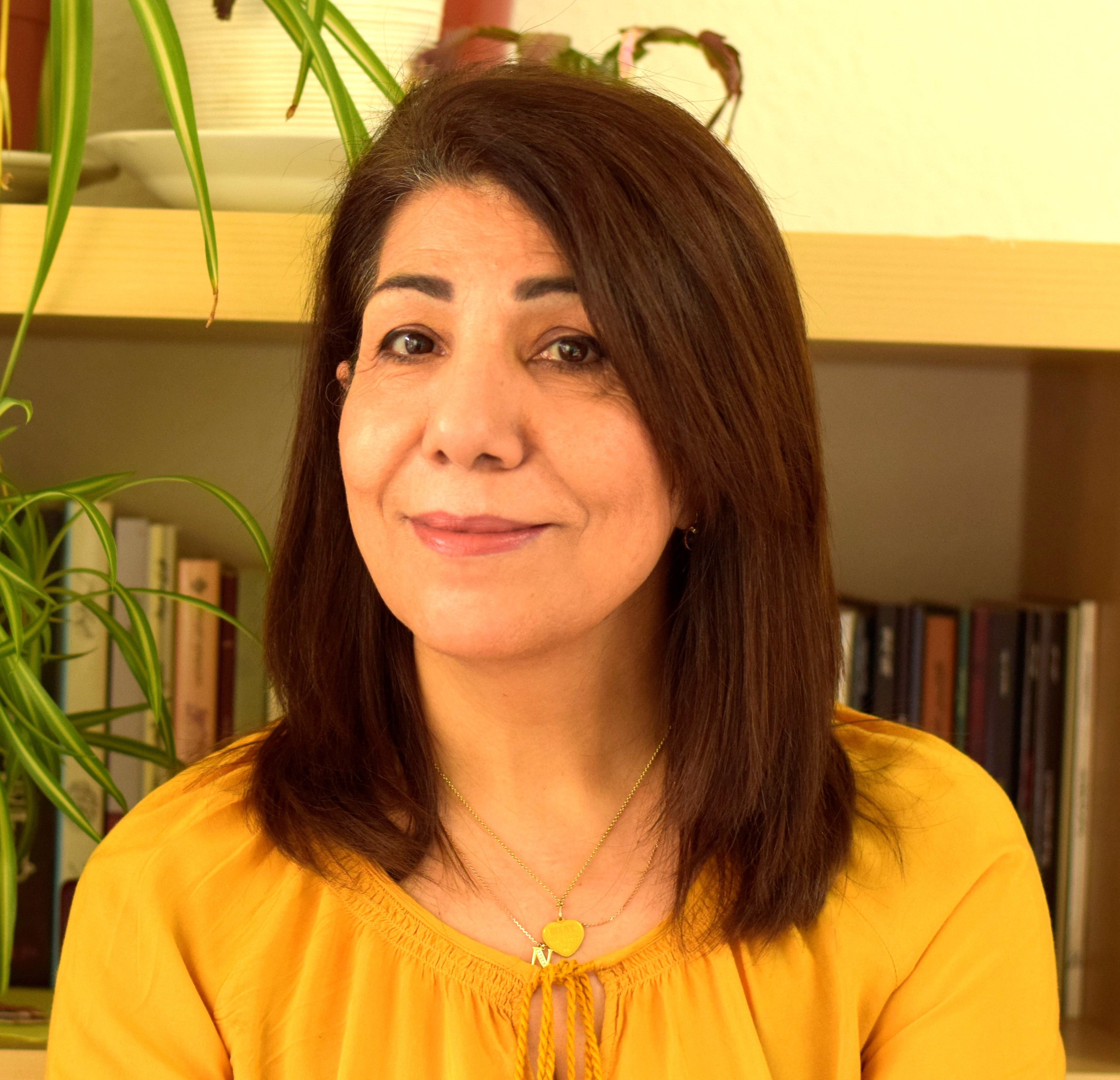
Najat Abed Alsamad (* 1967)

- Abed, André (* 1966), deutscher Brigadegeneral des Heeres der Bundeswehr
- Abed, Antoine (1896–1975), libanesischer Geistlicher, maronitischer Erzbischof
- Abed, Karim (* 1988), französischer Fußballschiedsrichter
- Abeda, Shannon-Ogbani (* 1996), eritreisch-kanadischer Skirennläufer
- Abeddou, Adam (* 1996), französisch-algerischer Fußballspieler
- Abedi, Agha Hasan (1922–1995), pakistanischer Bankier
- Abedi, Isabel (* 1967), deutsche Kinder- und Jugendbuchautorin
- Abedin, Huma (* 1976), US-amerikanische politische BeraterinHuma Abedin (* 1976)

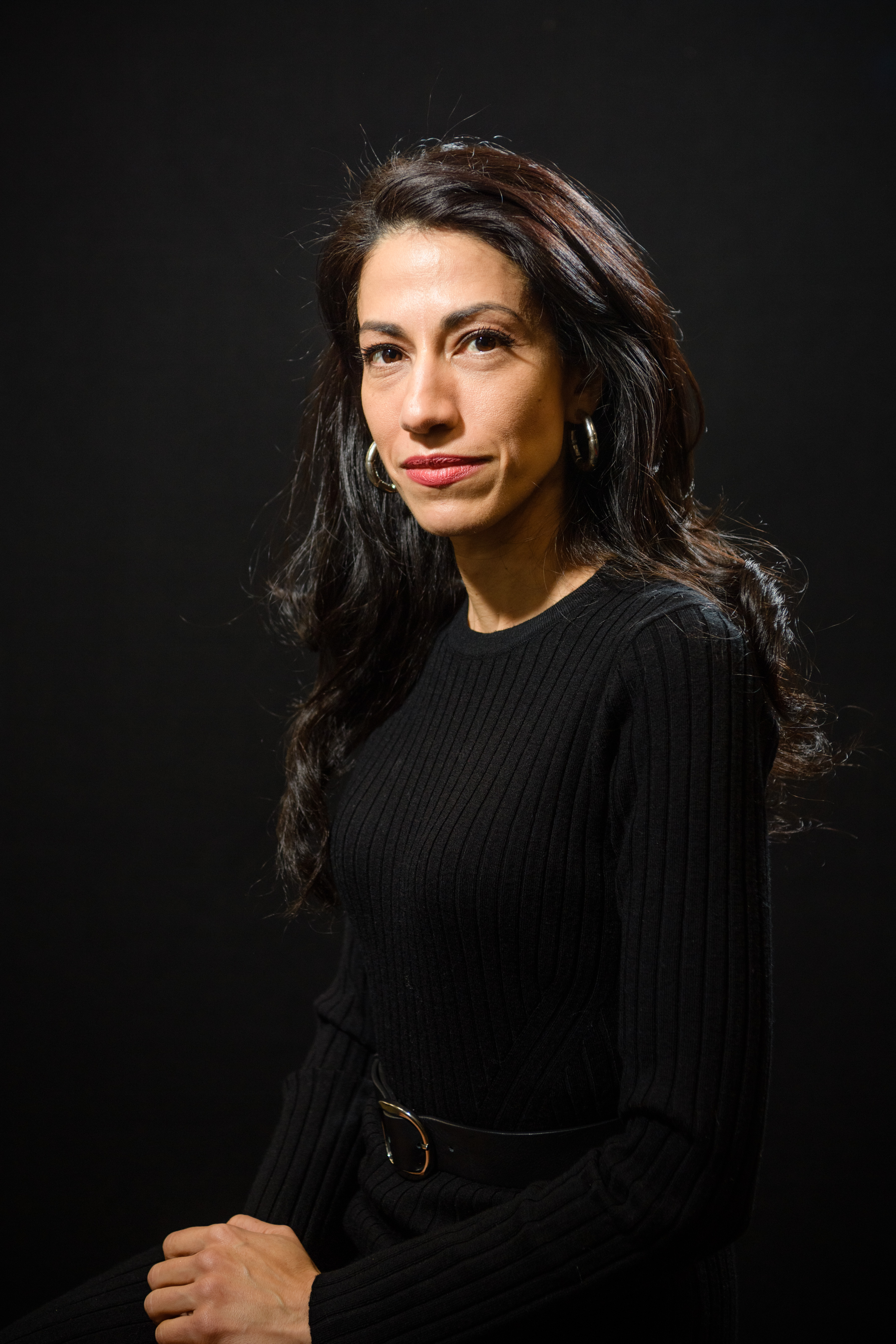
Huma Abedin (* 1976)

- Abedzadeh, Amir (* 1993), iranischer Fußballspieler

### Abee
- Abée, Conrad (1806–1873), kurhessischer Politiker und Minister
- Abeed, Kareem, syrischer Filmproduzent
- Abeele, Pieter van (* 1608), niederländischer Stempelschneider
- Abeelen, Hans van (1936–1998), niederländischer Verhaltensgenetiker

### Abeg
- Abega, Théophile (1954–2012), kamerunischer Fußballspieler und Politiker
- Abegg, Alfred (1905–2002), Schweizer Jurist und Politiker (CVP)
- Abegg, Alfred (1914–1998), Schweizer Politiker
- Abegg, August (1861–1924), Schweizer Textilunternehmer
- Abegg, Bruno (1803–1848), preußischer Politiker
- Abegg, Carl (1860–1943), Schweizer Textilunternehmer
- Abegg, Carl Julius (1891–1973), Schweizer Textilindustrieller und Bankier
- Abegg, Claire von (1874–1935), deutsche Adlige, frühe Unterstützerin Hitlers
- Abegg, Elisabeth (1882–1974), deutsche Widerstandskämpferin
- Abegg, Emil (1885–1962), Schweizer Indologe
- Abegg, Heinrich (1826–1900), deutscher Arzt in Danzig
- Abegg, Heinrich (1904–1984), Schweizer Politiker (SP)
- Abegg, Johann Friedrich (1761–1840), deutscher Kaufmann, Bremer Senator
- Abegg, Johann Friedrich (1765–1840), deutscher evangelischer Theologe
- Abegg, Johann Jakob (1834–1912), Schweizer Politiker und Unternehmer
- Abegg, Josef Dominik (1759–1826), Schweizer Lehrer, Kirchenmusiker, Violinist, Organist, Buchhändler und Buchbinder
- Abegg, Julius (1796–1868), deutscher Strafrechtler und Hochschullehrer
- Abegg, Lily (1901–1974), Schweizer Journalistin und Autorin
- Abegg, Marisa (* 1987), US-amerikanische Fußballspielerin
- Abegg, Martin (* 1950), US-amerikanischer evangelischer Theologe und Qumranforscher
- Abegg, Meta (1810–1835), deutsche Pianistin
- Abegg, Philipp Julius (1760–1827), Kaufmann, Fischereidirektor und niederländischer Konsul in Emden
- Abegg, Richard (1869–1910), deutscher Chemiker
- Abegg, Waldemar (1873–1961), deutscher Verwaltungsjurist
- Abegg, Werner (1903–1984), Schweizer Textilindustrieller, Kunstsammler, Mäzen und Stifter der Abegg-Stiftung
- Abegg, Wilhelm (1876–1951), Begründer und Leiter der modernen preußischen Polizei nach dem Ersten WeltkriegWilhelm Abegg (1876–1951)

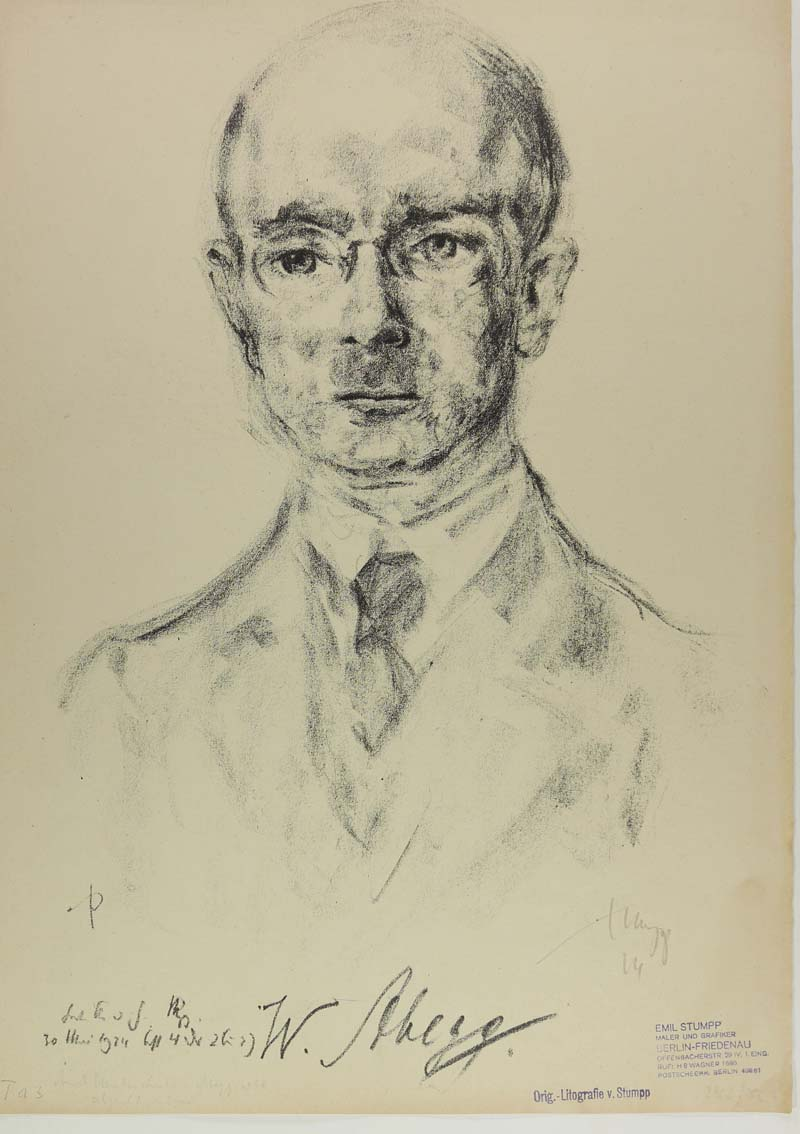
Wilhelm Abegg (1876–1951)

- Abegg-Arter, Carl (1836–1912), Schweizer Rohseidenhändler und Bankier
- Abegglen, André (1909–1944), Schweizer Fussballspieler
- Abegglen, Max (1902–1970), Schweizer Fussballspieler
- Abegglen, Nico (* 1990), Schweizer Fußballspieler
- Abeghjan, Manuk (1865–1944), armenischer Schriftsteller und Gelehrter
- Abegunrin, Gabriel ’Leke (* 1947), nigerianischer Geistlicher, Erzbischof von Ibadan

### Abei
- Abeid, Biram Dah (* 1965), mauretanischer Politiker und Menschenrechtler
- Abeid, Mehdi (* 1992), französisch-algerischer Fußballspieler
- Abeijón, Nelson (* 1973), uruguayischer Fußballspieler und -trainer
- Abeille de Perrin, Elzéar (1843–1910), Rechtsanwalt, Entomologe
- Abeille, Gaspard (1648–1718), französischer Geistlicher und Dramatiker
- Abeille, Jean-Pierre (1907–1981), französischer Verwaltungsbeamter
- Abeille, Joseph (1673–1756), französischer Architekt und Wasserbauingenieur
- Abeille, Laurence (* 1960), französische Politikerin der Europe Écologie-Les Verts (EELV)
- Abeille, Ludwig (1761–1838), deutscher Pianist und Komponist
- Abeille, Pierre-César, französischer Komponist
- Abeille, Valentin (1907–1944), französischer Verwaltungsbeamter und Résistancekämpfer

### Abej
- Abejo, Rosalina (1922–1991), philippinische Ordensschwester, Komponistin, Dirigentin und Musikpädagogin
- Abejoye, Oyeniyi (* 1994), nigerianischer Hürdenläufer

### Abek
- Abeken, Albert von (1865–1925), sächsischer Generalmajor
- Abeken, Bernhard (1826–1901), deutscher Schriftsteller, Jurist und Politiker, MdR
- Abeken, Bernhard Rudolf (1780–1866), deutscher Lehrer und Philologe
- Abeken, Christian Wilhelm Ludwig von (1826–1890), deutscher Politiker
- Abeken, Heinrich (1809–1872), deutscher Theologe und preußischer Wirklicher Geheimer Legationsrat
- Abeken, Hermann (1820–1854), deutscher Statistiker und Publizist
- Abeken, Wilhelm (1813–1843), deutscher Klassischer Archäologe
- Abeken, Wilhelm Ludwig (1793–1826), deutscher Lehrer und Altphilologe
- Abeking, Elly (1876–1945), deutsche Malerin
- Abeking, Hermann (1882–1939), deutscher Maler, Grafiker und Illustrator
- Abeking, Ortrud (1904–1977), deutsche Schauspielerin und Malerin
- Abeking, Thomas (1909–1986), deutscher Grafiker, Illustrator und Architekt

### Abel
- Abel (1218–1252), Herzog von Schleswig und König von DänemarkAbel (1218–1252)

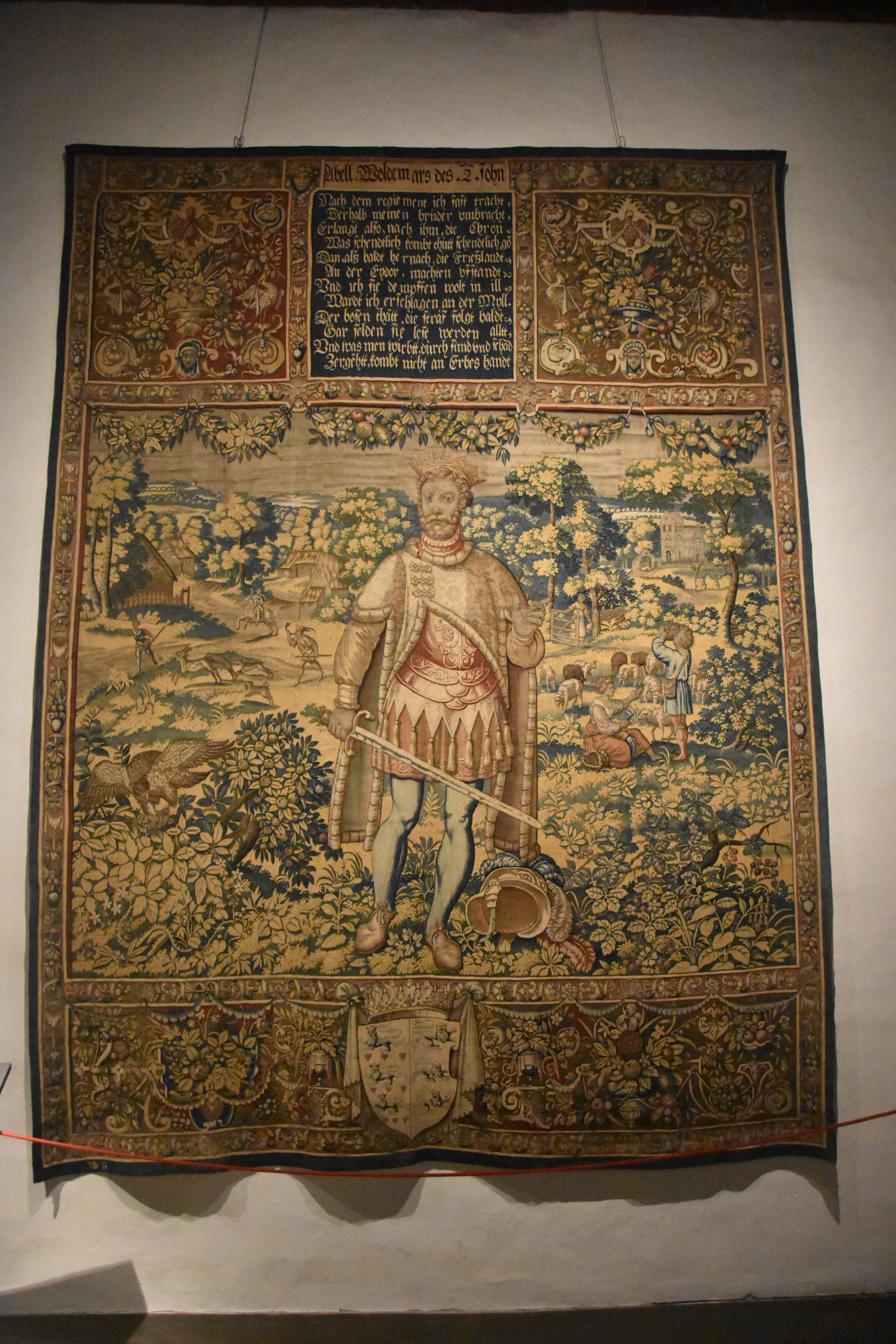
Abel (1218–1252)

- Abel (1757–1841), russischer Mönch und Wahrsager
- Abel de Libran, Henri d’ (1833–1901), französischer Flottillenadmiral
- Abel Smith, Henry (1900–1993), britischer Offizier und Gouverneur von Queensland
- Abel von Reims († 764), Mitabt zu Lobbes und Erzbischof von Reims 744.
- Abel, Adam (1886–1945), deutscher Kunsthistoriker, Schriftsteller, Bildhauer und Maler
- Abel, Adolf (1882–1968), deutscher Architekt, Stadtplaner und Hochschullehrer
- Abel, Adolf (* 1902), deutscher Bildhauer, Zeichner, Modelleur und Bauplastiker
- Abel, Alan D. (1928–2020), US-amerikanischer Schlagzeuger, Musikpädagoge, Hochschullehrer und Erfinder von Musikinstrumenten
- Abel, Alfons (1908–1994), deutscher Glasmaler
- Abel, Alfred (1879–1937), deutscher SchauspielerAlfred Abel (1879–1937)

Alfred Abel (1879–1937)

- Abel, Ambrosius (1820–1878), deutscher Verleger
- Abel, Andreas (* 1974), deutscher Fußballspieler
- Abel, Annie Heloise (1873–1947), US-amerikanische Historikerin, Autorin und Hochschullehrerin
- Abel, Antoine (1934–2004), seychellischer Schriftsteller und Poet
- Abel, Arnold († 1564), deutscher Steinmetz und Bildhauer der Renaissance
- Abel, August (1887–1962), deutscher Politiker (DStP), MdR
- Abel, August Christian Andreas (1751–1834), deutscher Geiger und Hofmusiker
- Abel, Bas van (* 1977), niederländischer Designer, Sozial-Business-Unternehmer
- Abel, Bernhard, deutscher Steinmetz und Bildhauer der Renaissance
- Abel, Bernhard (1928–2019), deutscher Sportpädagoge und Hochschullehrer
- Abel, Bibi, deutsche Videokünstlerin und Sängerin
- Abel, Bobby (1857–1936), englischer Cricketspieler
- Abel, Bodo (* 1948), deutscher Wirtschaftswissenschaftler
- Abel, Brooke (* 1988), US-amerikanische Synchronschwimmerin
- Abel, Carl (1837–1906), deutscher Altphilologe, Journalist und Übersetzer
- Abel, Carl Friedrich (1723–1787), deutscher Komponist der FrühklassikCarl Friedrich Abel (1723–1787)

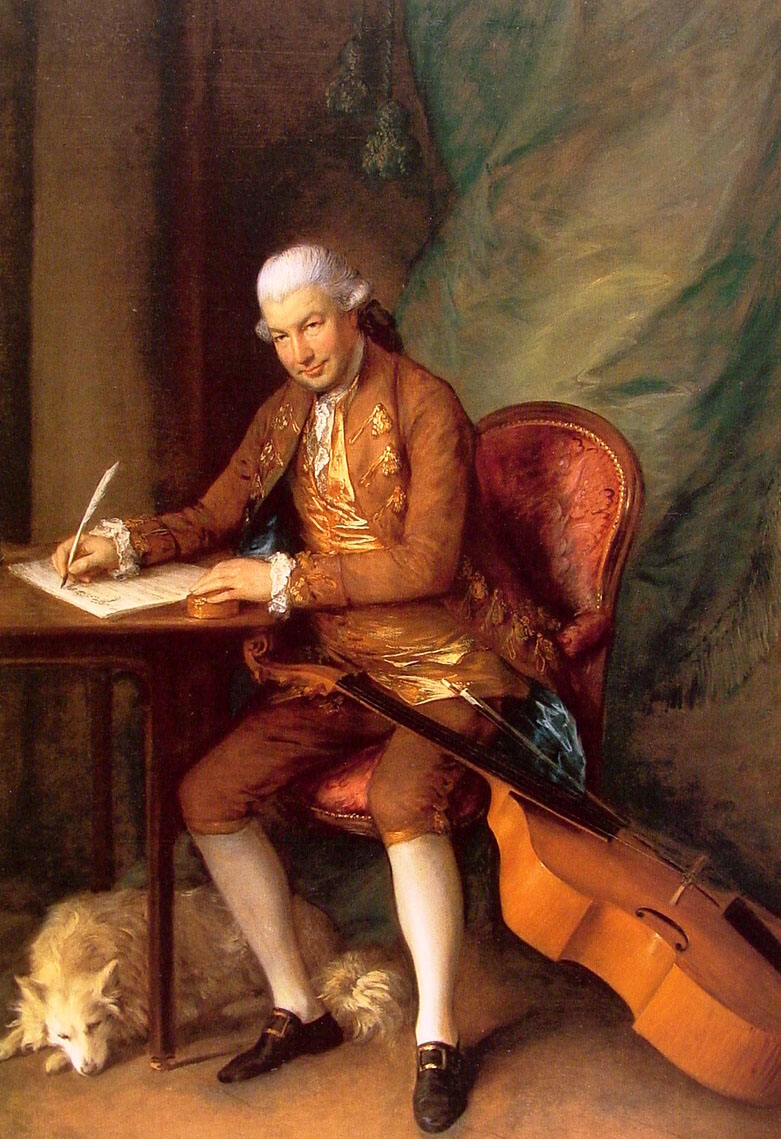
Carl Friedrich Abel (1723–1787)

- Abel, Carl Julius (1818–1883), deutscher Eisenbahningenieur, württembergischer Baubeamter
- Abel, Carola (1905–1992), deutsche Fotografin
- Abel, Caroline, seychellische Bankerin
- Abel, Caspar (1676–1763), deutscher Historiker und plattdeutscher Dichter
- Abel, Charles (1824–1895), französisch-deutscher Rechtsanwalt und Mitglied des Deutschen Reichstags
- Abel, Christian Ferdinand (1682–1761), deutscher Violonist und vor allem Gambenvirtuose des Barock
- Abel, Christian Wilhelm Ludwig (1826–1892), deutscher Militärarzt
- Abel, Claire, britische Biathletin
- Abel, Clamor Heinrich (1634–1696), deutscher Komponist, Violonist und Organist
- Abel, Clarke (1789–1826), britischer Arzt und Naturforscher
- Abel, Clementine (1826–1905), deutsche Schriftstellerin
- Abel, Dirk (* 1958), deutscher Maschinenbauingenieur und Professor für Regelungstechnik
- Abel, Dirk (* 1977), deutscher Politiker (CDU)Dirk Abel (* 1977)

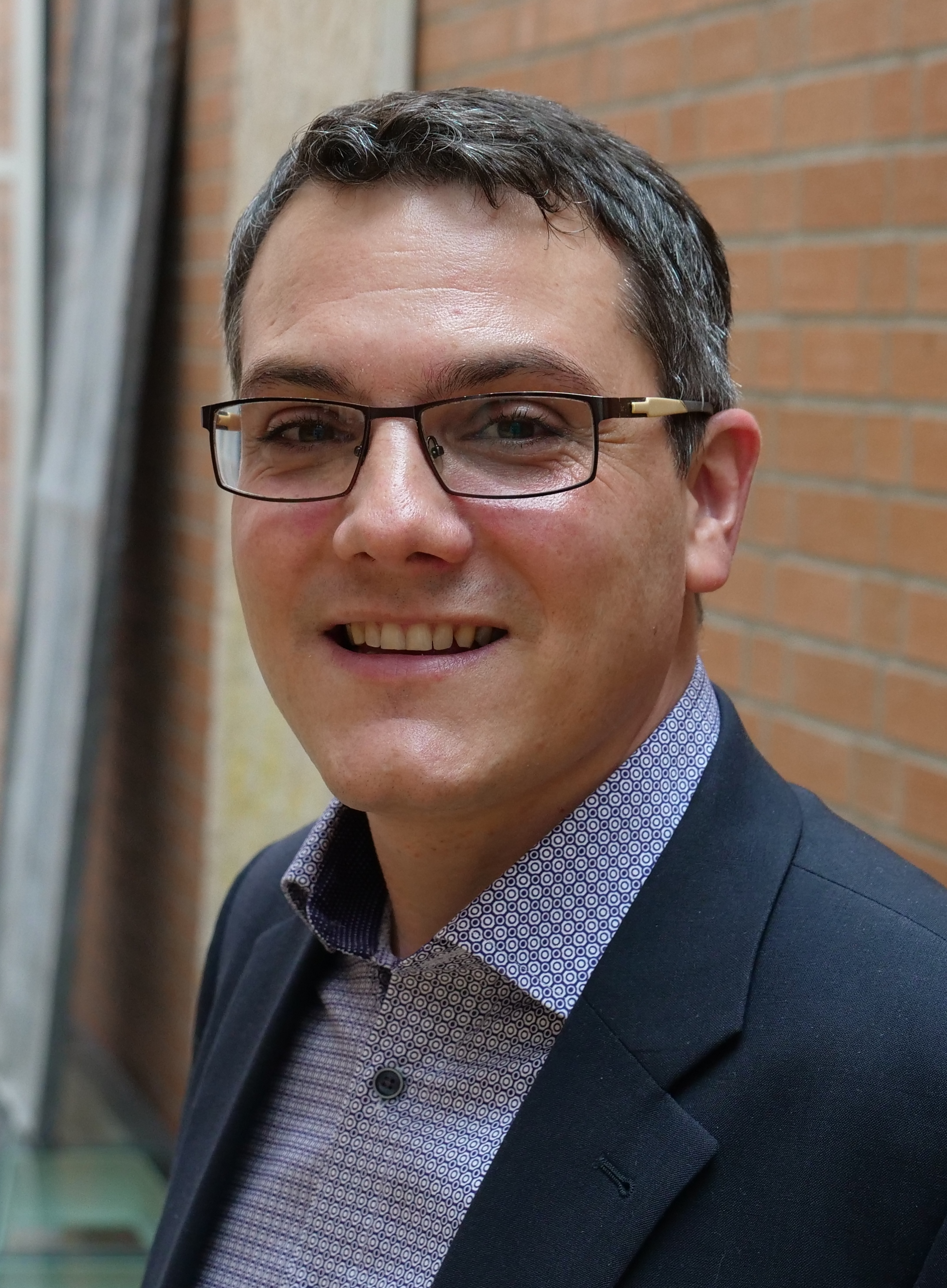
Dirk Abel (* 1977)

- Abel, Edeltraud (1924–1994), deutsch-schweizerische Malerin und Grafikerin
- Abel, Edward Lincoln (1860–1926), US-amerikanischer Politiker
- Abel, Edward William (1931–2021), britischer Chemiker
- Abel, Elijah (1808–1885), US-amerikanischer Geistlicher
- Abel, Emil (1875–1958), österreichischer Chemiker
- Abel, Ernst (1610–1680), Violist und Cembalist, herzoglich Braunschweig-Lüneburgischer Hofmusiker und Bremischer Ratsmusikmeister
- Abel, Ernst August, deutscher Miniaturmaler
- Abel, Ernst Heinrich (* 1721), deutscher Porträtmaler
- Abel, Ewald Georg (1872–1907), US-amerikanischer Geiger, Konzertmeister und Komponist deutscher Herkunft
- Abel, Florian († 1565), deutscher Maler und Zeichner der Renaissance
- Abel, Florian (* 1989), deutscher Fußballspieler
- Abel, Frederic Lawrence (1856–1943), US-amerikanischer Cellist und Musikpädagoge
- Abel, Frederic Senior (1822–1904), deutschamerikanischer Sänger (Tenor), Pianist, Dirigent und Musikpädagoge deutscher Herkunft
- Abel, Frederick Augustus (1827–1902), britischer Chemiker
- Abel, Friedrich Gottfried (1714–1794), deutscher Mediziner und Schriftsteller
- Abel, Friedrich Ludwig (1794–1820), deutscher Geiger, Pianist, Musikpädagoge und Komponist
- Abel, Friedrich Ludwig Aemilius (1770–1842), deutscher Geiger
- Abel, Fritz (* 1939), deutscher Didaktiker und Romanist
- Abel, Georg Wilhelm (1852–1926), guatemaltekischer Diplomat
- Abel, George (1916–1996), kanadischer Eishockeyspieler
- Abel, Gottlieb Friedrich (1763–1820), deutscher Kupferstecher und Botaniker
- Åbel, Gunnar Theilmann (1903–1961), dänischer Organist und Kantor
- Abel, Günter (* 1947), deutscher Philosoph
- Abel, Günter (* 1966), deutscher Fußballspieler und -trainer
- Abel, Günther (* 1956), deutscher nordischer Kombinierer
- Abel, Gustav (1869–1939), deutscher Landrat
- Abel, Gustav (1902–1963), österreichischer Filmarchitekt und Bühnenbildner
- Abel, Gustave (1901–1988), österreichischer Höhlenforscher
- Abel, Hans Karl (1876–1951), deutscher Schriftsteller
- Abel, Hans von (1878–1937), preußischer Verwaltungsjurist und Landrat im Kreis Crossen (1920–1933)
- Abel, Hans-Joachim (* 1952), deutscher Fußballspieler
- Abel, Hazel Hempel (1888–1966), US-amerikanische Politikerin
- Abel, Heidi (1929–1986), Schweizer Fernseh- und RadiomoderatorinHeidi Abel (1929–1986)

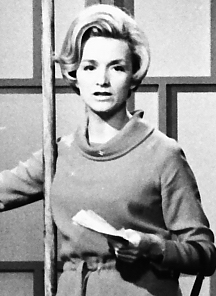
Heidi Abel (1929–1986)

- Abel, Heinrich (1843–1926), Jesuit, „Männerapostel von Wien“
- Abel, Heinrich (1908–1965), deutscher Berufsschulpädagoge, Erziehungswissenschaftler und Hochschullehrer
- Abel, Heinrich Othmar († 1630), Musiker
- Abel, Heinrich von (1825–1917), deutscher Jurist und Politiker
- Abel, Herbert (1911–1994), deutscher Geograph
- Abel, Heribert (1908–1990), römisch-katholischer Theologe und Domkapitular in Fulda
- Abel, Heribert (1916–1944), römisch-katholischer Geistlicher, Steyler Missionar und Opfer der NS-Militärjustiz
- Abel, Hinrich (1884–1954), deutscher Politiker (NSDAP) und NSDAP-Funktionär
- Abel, Hubert (1927–2018), deutscher Mediziner
- Abel, Ilse (1909–1959), deutsche Schauspielerin
- Abel, Inga (1946–2000), deutsche Schauspielerin und Synchronsprecherin
- Abel, Ingo (* 1966), deutscher Schauspieler und Sprecher
- Abel, Irene (* 1953), deutsche Gerätturnerin
- Abel, Jacob (* 2001), US-amerikanischer Automobilrennfahrer
- Abel, Jacob Adam (1754–1824), deutscher Rechtswissenschaftler
- Abel, Jake (* 1987), US-amerikanischer SchauspielerJake Abel (* 1987)

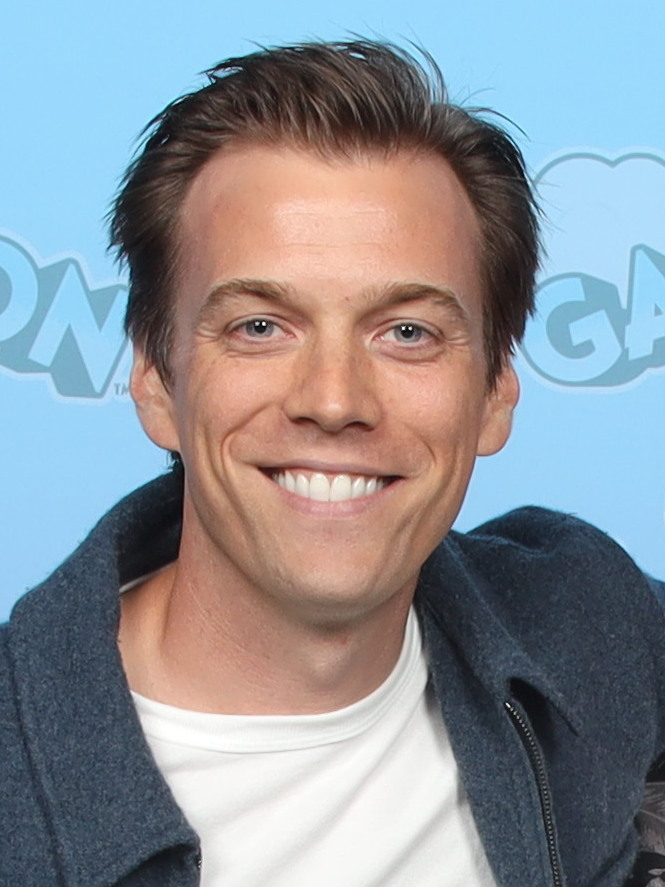
Jake Abel (* 1987)

- Abel, Jakob Friedrich von (1751–1829), deutscher Philosoph
- Abel, Jean-Baptiste (1863–1921), französischer Politiker
- Abel, Jennifer (* 1991), kanadische Wasserspringerin
- Abel, Jenny (* 1942), deutsche Violinistin
- Ábel, Jenő (1858–1889), ungarischer Schriftsteller, Altphilologe und Hochschullehrer
- Abel, Jessica (* 1969), US-amerikanische Comiczeichnerin und Illustratorin
- Abel, Joachim Gottwalt (1723–1806), deutscher Historiker, Prediger und Inspektor
- Abel, Johann Gotthelf Leberecht (1749–1822), deutscher Arzt und Kunstsammler
- Abel, Johann Leopold (1795–1871), Komponist, Pianist, Violoncellist, Geiger und Musikpädagoge
- Abel, John Jacob (1857–1938), US-amerikanischer Biochemiker
- Abel, José, osttimoresischer Politiker
- Abel, Josef (1764–1818), österreichischer Maler
- Abel, Josef (* 1929), österreichischer Komponist
- Abel, Julius (1833–1928), deutscher Komponist und Pfarrer
- Abel, Jürgen (1941–2009), deutscher Übersetzer
- Abel, Karl (1897–1971), deutscher Gewerkschafter und Politiker (KPD), MdL
- Abel, Karl von (1788–1859), bayerischer PolitikerKarl von Abel (1788–1859)

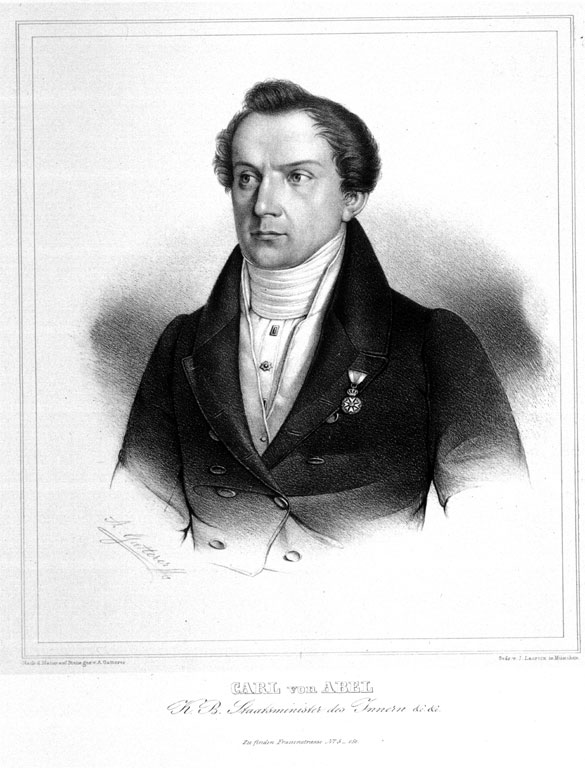
Karl von Abel (1788–1859)

- Abel, Karlhans (1919–1998), deutscher klassischer Philologe
- Abel, Katharina (1856–1904), Ballerina
- Abel, Katja (* 1983), deutsche Kunstturnerin
- Abel, Katrine Louise (* 1990), dänische Fußballspielerin
- Abel, Kenneth (* 1962), US-amerikanischer Literaturwissenschaftler und Krimiautor
- Abel, Kornel (* 1881), österreichischer Offizier und Schriftsteller
- Abel, Leighton (1900–1975), US-amerikanischer Politiker (Republikanische Partei)
- Abel, Leopold (1824–1907), deutscher Jurist, Geheimer Justizrat und Vorsitzender der Hannoverschen Baugesellschaft
- Abel, Leopold August (1718–1794), deutscher Geiger, Komponist und Maler
- Abel, Lothar (1841–1896), österreichischer Architekt und Hochschullehrer
- Abel, Ludwig (1835–1895), deutscher Violinist und Komponist
- Abel, Ludwig (1863–1900), deutscher Semitist
- Abel, Ludwig Heinrich (1754–1818), Oberamtmann
- Abel, Luisa, Maskenbildnerin
- Abel, María (* 1974), spanische Langstreckenläuferin
- Abel, Martin-Sebastian (* 1985), deutscher Politiker (Bündnis 90/Die Grünen), MdL
- Abel, Mathias (* 1981), deutscher Fußballspieler
- Abel, Maximilian (* 1982), deutscher Tennisspieler
- Abel, Michael (1542–1609), deutscher Humanist und neulateinischer Dichter
- Abel, Michael (* 1930), deutscher Fußballspieler
- Abel, Myriam (* 1981), französische Sängerin
- Abel, Nicolas (* 1979), deutscher American-Football-Spieler
- Abel, Niels Henrik (1802–1829), norwegischer MathematikerNiels Henrik Abel (1802–1829)

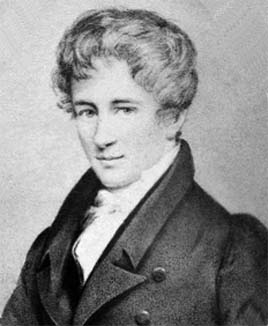
Niels Henrik Abel (1802–1829)

- Abel, Norbert (* 1962), österreichischer Jurist und Insolvenzverwalter
- Abel, Othenio (1875–1946), österreichischer Paläontologe und Evolutionsbiologe
- Abel, Otto (1824–1854), deutscher Historiker
- Abel, Otto (1905–1977), deutscher Organist und Komponist
- Ábel, Pál (1901–1958), ungarischer Komponist und Dirigent und Gründer des Abel-Quartetts
- Abel, Paul (1874–1971), britischer Jurist österreichischer Herkunft
- Abel, Paul Louis (1926–2016), US-amerikanischer Trompeter, Komponist, Dirigent und Musikpädagoge
- Abel, Robert (1912–1986), englischer Fußballspieler
- Abel, Robert (1937–2001), US-amerikanischer Regisseur, Unternehmer, Informatiker und Computergrafiker
- Abel, Rudolf (1868–1942), deutscher Bakteriologe
- Abel, Rudolf Iwanowitsch (1903–1971), sowjetischer Agent in den USARudolf Iwanowitsch Abel (1903–1971)

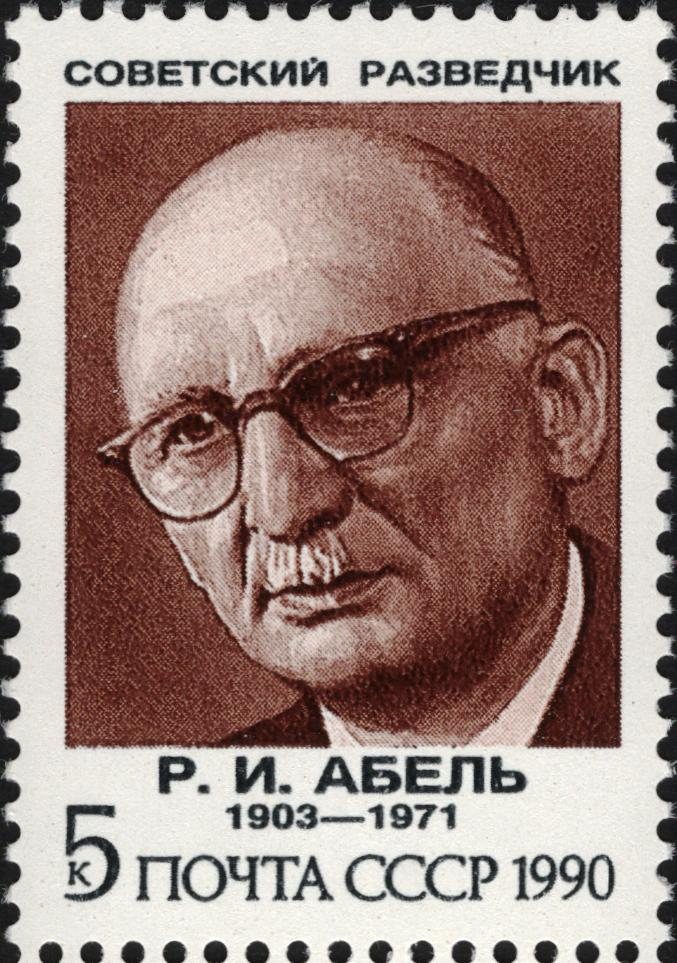
Rudolf Iwanowitsch Abel (1903–1971)

- Abel, Sam (1908–1959), englischer Fußballspieler
- Abel, Sibylle (1956–2016), deutsche Kommunalpolitikerin (CDU)
- Abel, Sid (1918–2000), kanadischer Eishockeyspieler und -trainer
- Abel, Sigurd (1837–1873), deutscher Historiker
- Abel, Sten (1899–1989), norwegischer Segler
- Abel, Stephan (* 1964), deutscher Jazzmusiker (Saxophon, Komposition)
- Abel, Susanne, deutsche Schriftstellerin und Regisseurin
- Abel, Taffy (1900–1964), US-amerikanischer Eishockeyspieler
- Abel, Theodora Mead (1899–1998), US-amerikanische Psychologin und Pädagogin
- Abel, Theodore (1896–1988), US-amerikanischer Soziologe polnischer Herkunft
- Abel, Thomas († 1540), englischer Geistlicher
- Abel, Tom (* 1970), deutscher Astrophysiker und Kosmologe
- Abel, Torsten (* 1974), deutscher Triathlet
- Abel, Ulrich (* 1952), deutscher Naturwissenschaftler
- Abel, Uwe (* 1966), deutscher Fußballspieler
- Abel, Valentin († 1575), salzburgischer römisch-katholischer Geistlicher
- Abel, Valentin (* 1991), deutscher Politiker (FDP), MdBValentin Abel (* 1991)

Valentin Abel (* 1991)

- Abel, Viktor (1892–1941), ukrainisch-stämmiger deutscher Dramaturg, Drehbuchautor und Regisseur beim Stummfilm
- Abel, Walter (1898–1987), US-amerikanischer Schauspieler
- Abel, Walther (1906–1987), deutscher Klassischer Philologe
- Abel, Werner (1902–1935), deutscher Journalist
- Abel, Wilhelm (1904–1985), deutscher Wirtschaftshistoriker
- Abel, Wilhelm Anton Christian Carl (1749–1795), deutscher Musiker und Maler
- Abel, Wilhelm August Christian (* 1748), deutscher Porträt- und Landschaftsmaler
- Abel, Willy (1875–1951), deutscher Konstrukteur und ErfinderWilly Abel (1875–1951)

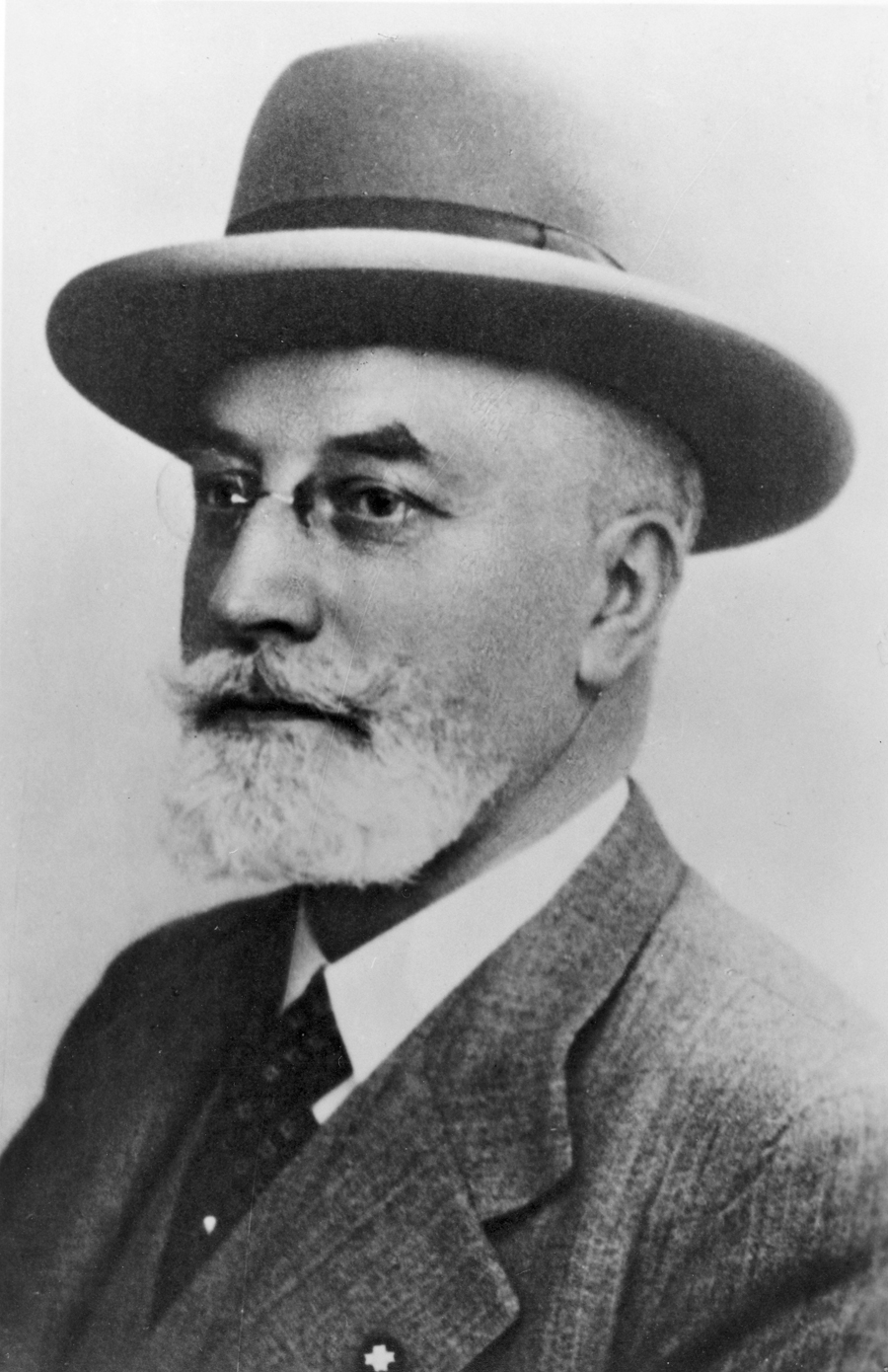
Willy Abel (1875–1951)

- Abel, Winfried (* 1939), deutscher römisch-katholischer Geistlicher und Exerzitienbegleiter
- Abel, Winnie (* 1985), deutsche Bühnenautorin
- Abel, Wolfgang (1905–1997), österreichischer Anthropologe und NS-Rassenbiologe
- Abel, Wolfgang (* 1959), deutscher Terrorist (Gruppe Ludwig)
- Abel, Zachary (* 1980), US-amerikanischer Schauspieler
- Abel, Zak (* 1995), britischer Sänger und Songwriter
- Abel-Adermann, Alfred (* 1913), deutscher Film- und Theaterschauspieler
- Abel-Musgrave, Curt (1860–1938), deutschamerikanischer Chemiker, Mediziner, Pädagoge, Journalist, Autor, Publizist, Übersetzer und Kommunalpolitiker
- Abel-Rémusat, Jean-Pierre (1788–1832), französischer Sinologe und Bibliothekar
- Abel-Smith, Brian (1926–1996), britischer Wirtschaftswissenschaftler und Politikberater
- Abel-Struth, Sigrid (1924–1987), deutsche Musikpädagogin und Musikschriftstellerin
- Abel-Truchet, Louis (1857–1918), französischer Maler

#### Abela
- Abela, Carl Gottlob (1803–1841), Kantor an der Marktkirche Unser Lieben Frauen
- Abela, Carmelo (* 1972), maltesischer Politiker der Malta Labour Party (MLP)
- Abela, Gaetano (1778–1826), Mitglied des Geheimbundes der Carbonari
- Abela, George (* 1948), maltesischer Politiker und Fußballfunktionär; Präsident von Malta (2009–2014)
- Abela, Georgina (* 1959), maltesische Sängerin und Komponistin
- Abela, Giovanni Francesco (1582–1655), maltesischer Historiker
- Abela, Jo Etienne (* 1975), maltesischer Chirurg und Politiker
- Abela, Marisa (* 1996), britische SchauspielerinMarisa Abela (* 1996)

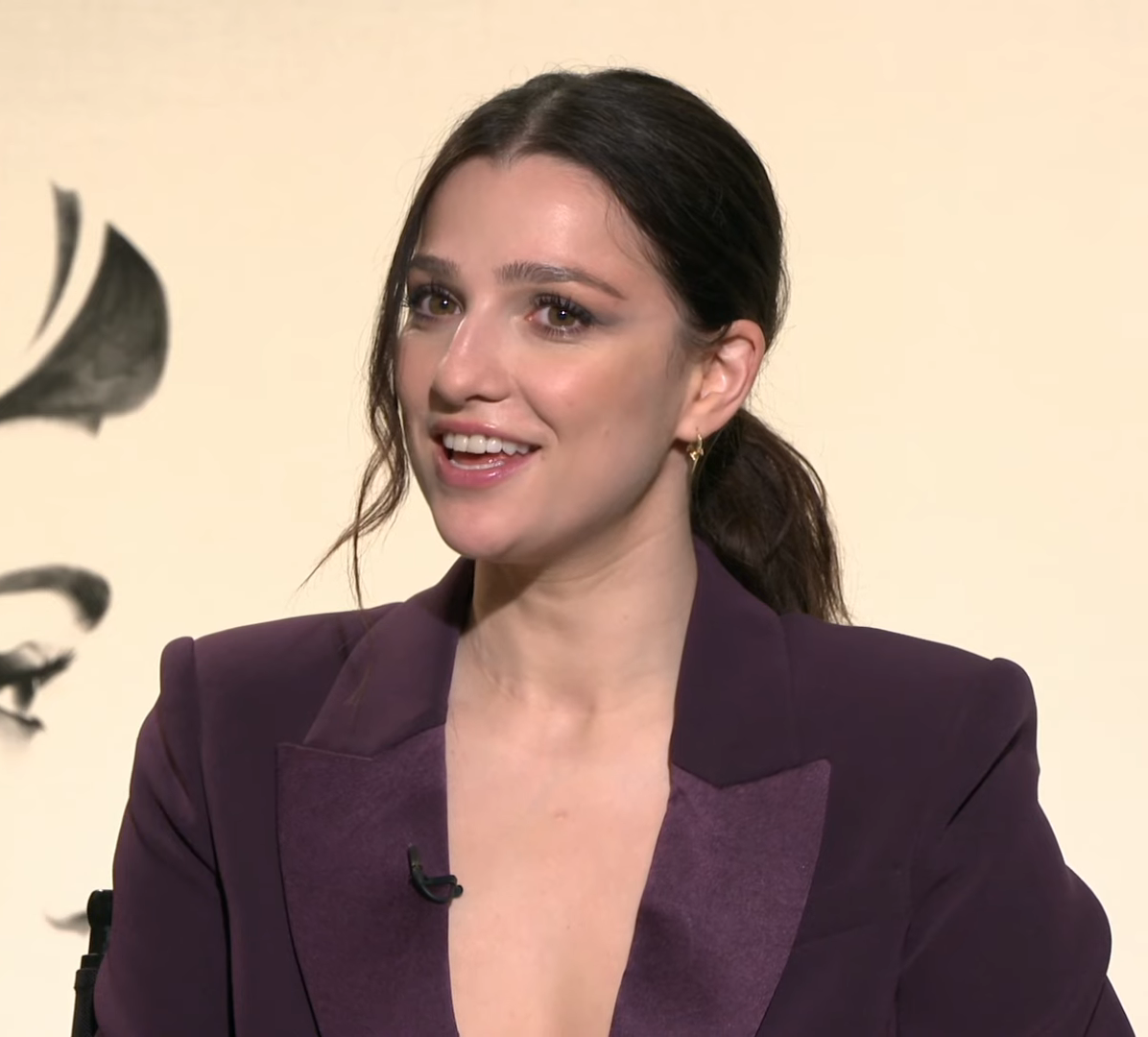
Marisa Abela (* 1996)

- Abela, Matthew (* 1999), maltesischer Badmintonspieler
- Abela, Paul (* 1954), maltesisch-britisch-amerikanischer Popmusiker, Komponist und Dirigent
- Abela, Placido (1814–1876), italienischer Organist und Komponist von Kirchenmusik
- Abela, Robert (* 1977), maltesischer Jurist und Politiker
- Abela, Wistin (1933–2014), maltesischer Politiker
- Abelairas, Matías (* 1985), argentinischer Fußballspieler
- Abelanski, Lionel (* 1964), französischer Schauspieler
- Abelar, Taisha (* 1944), esoterische Autorin, Unternehmerin und Weggefährtin von Carlos Castaneda
- Abelardo, Nicanor (1893–1934), philippinischer Komponist, Pianist und Musikpädagoge

#### Abelb
- Abelbeck, Gert (1912–1997), deutscher Sportwissenschaftler und -funktionär

#### Abele
- Abele von Lilienberg, Franz (1766–1861), österreichischer Feldmarschallleutnant
- Abele von und zu Lilienberg, Albert (1857–1927), k. u. k. Feldmarschalleutnant
- Abele von und zu Lilienberg, Matthias († 1677), österreichischer Jurist und Schriftsteller
- Ābele, Ādolfs (1889–1967), lettischer Organist, Pianist, Dirigent, Komponist und Musikpädagoge
- Abele, Alexander (* 1969), US-amerikanischer Gitarrist und Komponist
- Abele, Andrea E. (* 1950), deutsche Psychologin und Hochschullehrerin
- Abele, Arthur (* 1986), deutscher ZehnkämpferArthur Abele (* 1986)

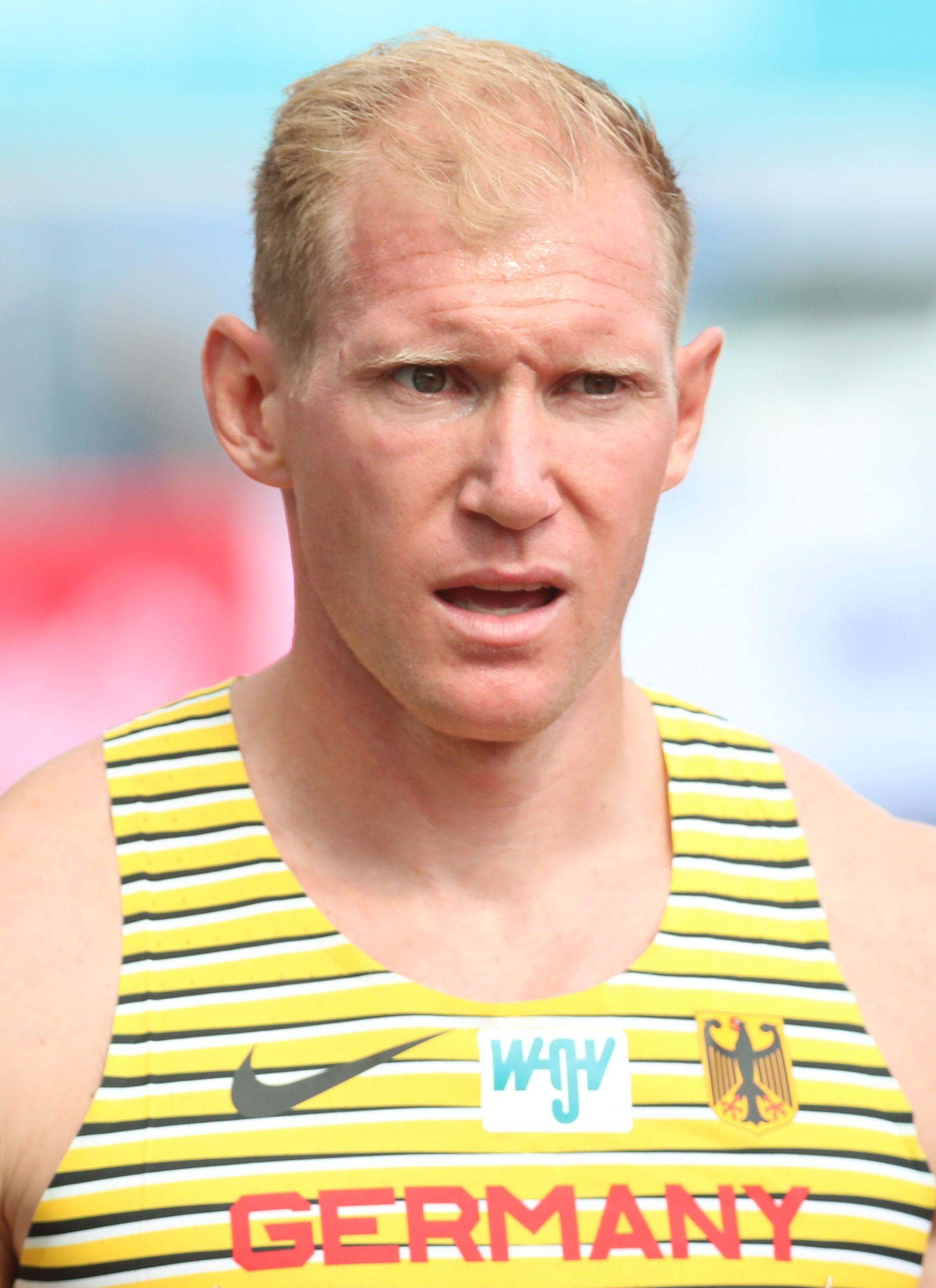
Arthur Abele (* 1986)

- Abele, Christoph Ignaz (1627–1685), österreichischer Rechtsgelehrter und Hofbeamter
- Abele, Doris (1957–2021), deutsche Meeresbiologin, Autorin und Dozentin der Universität Bremen
- Abele, Eberhard (1871–1948), deutscher Architekt, Innenarchitekt und Kunstgewerbeschullehrer
- Abelé, Edmond (1925–2017), französischer Geistlicher, römisch-katholischer Bischof von Digne
- Abele, Eugen (1874–1951), deutscher Pfarrer und Heimatforscher
- Abele, Gerhard (1937–1994), deutscher Geograph
- Abele, Hanns (1941–2016), österreichischer Ökonom
- Abele, Johann Martin (1753–1805), deutscher Publizist und Historiker
- Abele, John, US-amerikanischer Unternehmer
- Abele, Julian F. (1881–1950), US-amerikanischer Architekt
- Abele, Karl von (1778–1835), deutscher Jurist, Richter und Archivar
- Abele, Pete (1916–2000), US-amerikanischer Politiker
- Abele, Stephan (* 1977), deutscher Pädagoge und Hochschullehrer
- Abele, Theodor (1879–1965), deutscher Schulmann
- Abele, Vincenz von (1813–1889), österreichischer k. u. k. Feldzeugmeister
- Abele-Horn, Marianne (* 1947), deutsche Medizinerin
- Abeledo, Ramón (* 1937), argentinischer Fußballspieler
- Abelein, Manfred (1930–2008), deutscher Politiker (CDU), MdB
- Abelein, Richard (1891–1973), deutscher Tierarzt und Hochschullehrer
- Abelen, Chris (* 1959), niederländischer Jazzmusiker (Posaune)
- Abeler, Georg (1906–1981), deutscher Goldschmiedemeister, Uhrmacher und Gründer des Wuppertaler Uhrenmuseums
- Abeler, Julius (1859–1943), deutscher Gymnasiallehrer und Mundartschriftsteller
- Abeler, Jürgen (1933–2010), deutscher Kunstsammler, Uhrmachermeister, Goldschmied und Gemmologe
- Abeles, Ignaz (1874–1942), österreichischer Sportler, Sportfunktionär und Arzt
- Abeles, Lucy (1874–1938), deutsche Schriftstellerin
- Abeles, Meyer († 1887), Rabbiner und Dajan
- Abeles, Otto (1879–1945), österreichischer Journalist, Schriftsteller, Musikkritiker und Zionist
- Abeles, Paul (1897–1977), österreichischer Bauingenieur
- Abeles, Peter (1924–1999), österreichisch-australischer Unternehmer
- Abeles, Robert H. (1926–2000), US-amerikanischer Chemiker
- Abeles, Siegfried (1884–1937), österreichischer Pädagoge und Schriftsteller
- Abelewicz, Józef (1821–1882), polnischer römisch-katholischer Geistlicher und Lehrer

#### Abeli
- Abelin, Etienne (* 1972), Schweizer Violinist und Kulturmanager
- Abelin, Isaak (1883–1965), Schweizer Chemiker, Pharmazeut und Hochschullehrer
- Abelin, Jean-Pierre (* 1950), französischer Politiker, Mitglied der Nationalversammlung, MdEP
- Abelin, Johann Philipp (1600–1634), deutscher Chronist und Übersetzer
- Abelin, Pierre (1909–1977), französischer Politiker, Mitglied der Nationalversammlung und Minister
- Abeling, Theodor (1862–1937), deutscher Germanist und Schriftsteller
- Abeliowitsch, Lew Moissejewitsch (1912–1985), russischer Komponist und Pianist

#### Abelj
- Abeljanz, Haruthiun (1849–1921), Schweizer Chemiker

#### Abell
- Abell, Anthony (1906–1994), britischer Kolonialgouverneur
- Abell, Arunah Shepherdson (1806–1888), US-amerikanischer Redakteur und Zeitungsverleger
- Abell, Derek F. (* 1938), britischer Wirtschaftswissenschaftler und Hochschullehrer
- Abell, Edith (1846–1926), US-amerikanische Sängerin und Gesangspädagogin
- Abell, George Ogden (1927–1983), US-amerikanischer Astronom
- Abell, Jack (1944–1993), US-amerikanischer Geiger, Bratscher, Dirigent, Musikpädagoge, Musikverleger und Komponist
- Abell, John (1652–1724), schottischer Sänger (Tenor), Lautenist, Komponist uns Theaterintendant des Barock
- Abell, Kjeld (1901–1961), dänischer Dramatiker
- Abell, Louis (1884–1962), US-amerikanischer Ruderer
- Abell, Paul Irving (1923–2004), US-amerikanischer Chemiker
- Abell, Sam (* 1945), US-amerikanischer Fotograf
- Abell, Tim (* 1958), US-amerikanischer Schauspieler und Filmproduzent
- Abell, Usher (1915–2003), US-amerikanischer Geiger, Bratschist, Musikpädagoge und Hochschullehrer
- Abella Batlle, Josep Maria (* 1949), spanischer Ordensgeistlicher und römisch-katholischer Bischof von Fukuoka
- Abella Caprile, Margarita (1901–1960), argentinische Schriftstellerin
- Abella i Freixes, Pere (1824–1877), katalanischer Gesangslehrer, Komponist, Pianist und Dirigent
- Abella i Gibert, Delfí (1925–2007), katalanischer Psychiater und Liedermacher
- Abella Pérez, Damià (* 1982), spanischer Fußballspieler
- Abella, Irving (1940–2022), kanadischer Schriftsteller und Historiker
- Abella, José, uruguayischer Politiker
- Abella, Josep (* 1978), andorranischer Fußballnationalspieler
- Abella, Pilar (* 1980), spanische Schauspielerin
- Abella, Ramón (1922–1989), uruguayischer Schwimmer und Wasserballspieler
- Abella, Rosalie (* 1946), kanadische Juristin, Richterin am Obersten Gerichtshof von Kanada
- Abellan Alcaraz, Antonio Gines (* 1942), spanischer Klarinettist, Musikpädagoge und Komponist
- Abellán, Carlos (* 1983), spanischer Radrennfahrer
- Abellana, Narciso (* 1953), philippinischer Ordensgeistlicher, Bischof von Romblon
- Abelleira, Teresa (* 2000), spanische Fußballspielerin
- Abelli, Bror (1880–1962), schwedischer Regisseur, Schauspieler, Sänger, Schriftsteller und Kinobesitzer
- Abello, Emilio (1906–1982), philippinischer Politiker, Diplomat und Wirtschaftsmanager
- Abello, Enrique, chilenischer Fußballspieler
- Abello, Néider (* 2002), kolumbianischer Leichtathlet
- Abello, Neiker (* 2000), kolumbianischer Leichtathlet
- Abellon, Andreas (1375–1450), Seliger; Priester; Dominikaner; Maler
- Abelly, Louis (1602–1691), französischer Bischof und Theologe

#### Abelm
- Abelman, Nikolai Samuilowitsch (1887–1918), russischer Revolutionär
- Abelmann, Franz (1905–1987), deutscher Manager
- Abelmann, Karl (1877–1928), deutscher Politiker (SPD), MdL
- Abelmann-Brockmann, Malte (* 1995), deutscher Handballspieler
- Abelmann-Brockmann, Victoria (* 1993), deutsche Schauspielerin

#### Abeln
- Abeln, Bernd (* 1942), deutscher Politiker (CDU)
- Abeln, Ludger (* 1964), deutscher FernsehmoderatorLudger Abeln (* 1964)

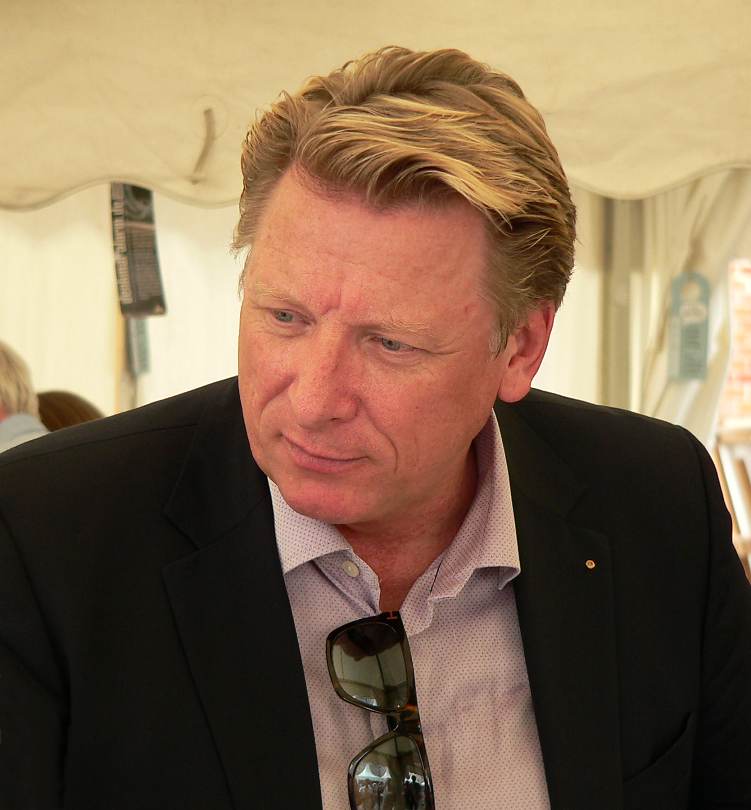
Ludger Abeln (* 1964)

- Abeln, Torsten (* 1970), deutscher Fußballspieler
- Abeln, Wilhelm (1894–1969), deutscher Landwirt und Politiker (CDU), MdL

#### Abels
- Abels d’Albert, Erika (1896–1975), österreichische Malerin, Grafikerin und Modeentwerferin
- Abels, Aenne (1900–1975), deutsche Kunsthändlerin
- Abels, Birgit (* 1980), deutsche Musikwissenschaftlerin
- Abels, Björn-Uwe (* 1941), deutscher Prähistoriker
- Abels, Gabriele (* 1964), deutsche Politikwissenschaftlerin und Hochschullehrerin
- Abels, Heinz (* 1943), deutscher Soziologe
- Abels, Hermann (1855–1932), deutscher Heimatforscher und Journalist
- Abels, Jacob (1803–1866), niederländischer Landschaftsmaler
- Abels, Kurt (1928–2014), deutscher Germanist
- Abels, Ludwig (1867–1937), österreichischer Schriftsteller
- Abels, Michael (* 1962), US-amerikanischer Komponist, Arrangeur und Musikpädagoge
- Abels, Norbert (* 1953), deutscher Dramaturg. Literaturwissenschaftler und Publizist
- Abels, Richard (* 1951), US-amerikanischer Mittelalterhistoriker und Militärhistoriker
- Abelsen, Arĸalo (* 1946), grönländischer Politiker (Atassut) und Lehrer
- Abelsen, Emil (1943–2005), grönländischer Politiker (Siumut)
- Abelsen, Hendrik (* 1916), grönländischer Pastor, Katechet und Landesrat
- Abelsen, Hosias (1874–1920), grönländischer Landesrat
- Abelsen, Isak (1879–1956), grönländischer Landesrat
- Abelsen, Ivalo (* 1971), grönländische Malerin, Grafikerin und Briefmarkenkünstlerin
- Abelsen, Jacob (* 1906), grönländischer Kaufmann und Landesrat
- Abelsen, Knud (* 1906), grönländischer Landesrat
- Abelsen, Maliina (* 1976), grönländische Politikerin (Inuit Ataqatigiit), Managerin und Soziologin
- Abelsen, Marius (1929–1972), grönländischer Landesrat und Politiker
- Abelsen, Martha (* 1957), grönländische Politikerin (Siumut), Beamtin und Sozialarbeiterin
- Abelseth, Olaus Jørgensen (1886–1980), norwegischer Landwirt und Überlebender des Titanic-Unglücks
- Abelshausen, Jozef (1949–2017), belgischer Radrennfahrer
- Abelshauser, Werner (* 1944), deutscher Wirtschaftshistoriker
- Abelski, Alon (* 1989), deutscher Fußballspieler
- Abelson, Hal (* 1947), US-amerikanischer Informatiker
- Abelson, Philip Hauge (1913–2004), US-amerikanischer Physiker und Chemiker
- Abelspies, Johann Friedrich Carl (* 1860), deutscher Mandolinist, Harfenist, Gitarrist, Zitherspieler, Ingenieur, Minenbesitzer und Erfinder
- Abelsson, Peter (* 1977), schwedischer Fußballspieler

#### Abelt
- Abeltshauser, Ignatius Georg († 1866), deutscher Priester und Hochschullehrer
- Abeltshauser, Johann Georg, deutscher Hornist und Komponist
- Abeltshauser, Konrad (* 1992), deutscher EishockeyspielerKonrad Abeltshauser (* 1992)

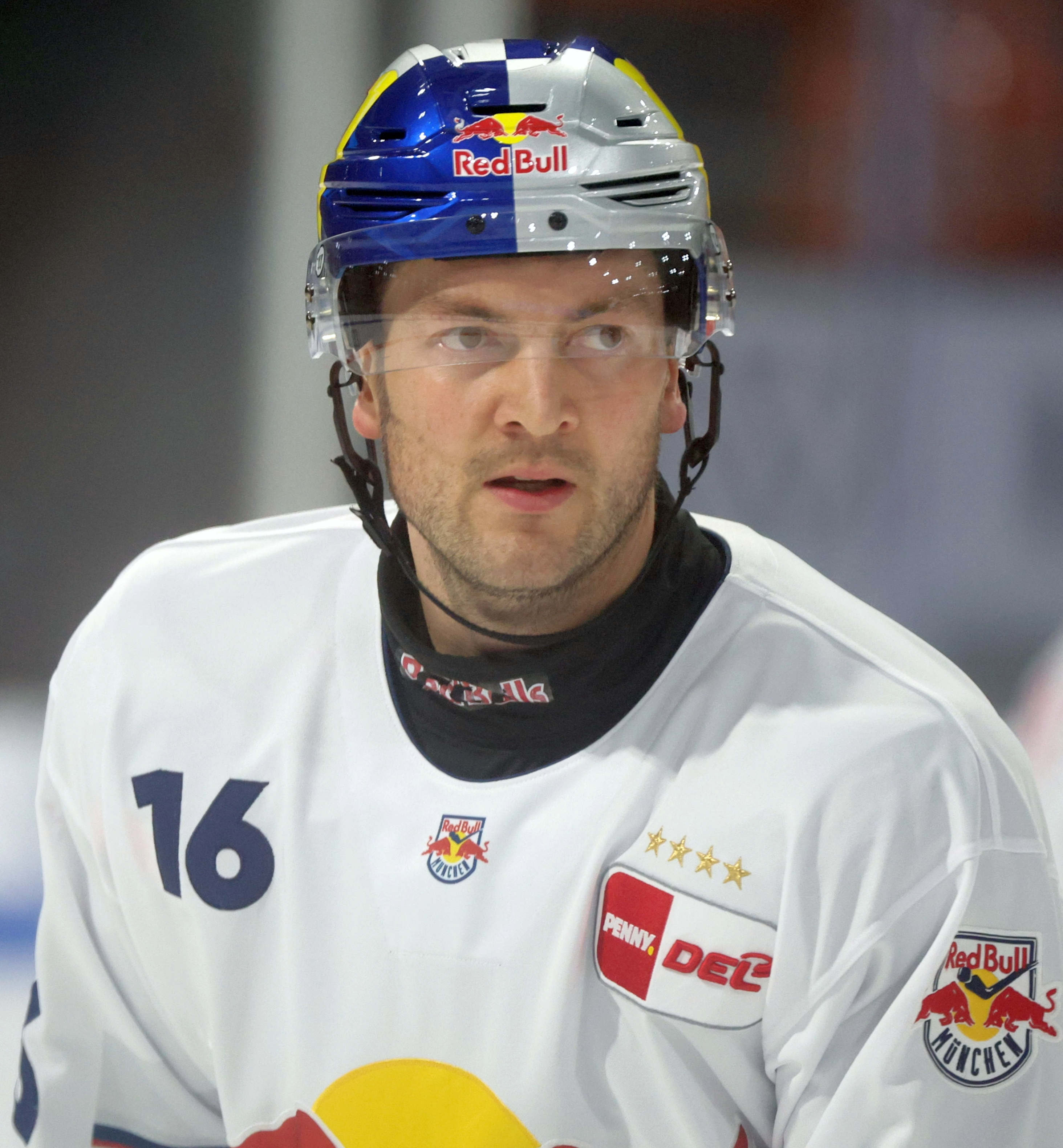
Konrad Abeltshauser (* 1992)

- Abeltshauser, Thomas (* 1954), deutscher Jurist

#### Abelu
- Abelux, vornehmer Spanier, der 217 v. Chr. zu den Römern überlief

#### Abelz
- Abelzew, Sergei Nikolajewitsch (* 1961), russischer Politiker
- Abelzhauser, Benedikt (1635–1717), Benediktinermönch und Gelehrter

### Aben
- Abén Humeya (1520–1569), Moriskenkönig
- Aben, Heinz (1922–2008), deutscher Fußballspieler und -funktionär
- Abenaes, Solomon († 1603), marranischer Geschäftsmann und Diplomat
- Abenante, Angelo (1927–2024), italienischer kommunistischer Politiker, Mitglied der Abgeordnetenkammer, Senator
- Abend, Barbara, deutsche Dramaturgin, Autorin und Regisseurin
- Abend, Guy (* 1990), israelischer Fußballspieler
- Abend, Harry (1937–2021), venezolanischer Architekt und Bildhauer
- Abend, Lothar (* 1944), deutscher Boxer
- Abend, Sandra (* 1976), deutsche Kunsthistorikerin und Museumsleiterin
- Abendanz, Franz Joseph, deutscher Politiker, Gutsbesitzer und Weinhändler
- Abendroth, Alfred (1865–1938), deutscher Geodät
- Abendroth, Amandus Augustus (1767–1842), hamburgischer Senator und BürgermeisterAmandus Augustus Abendroth (1767–1842)

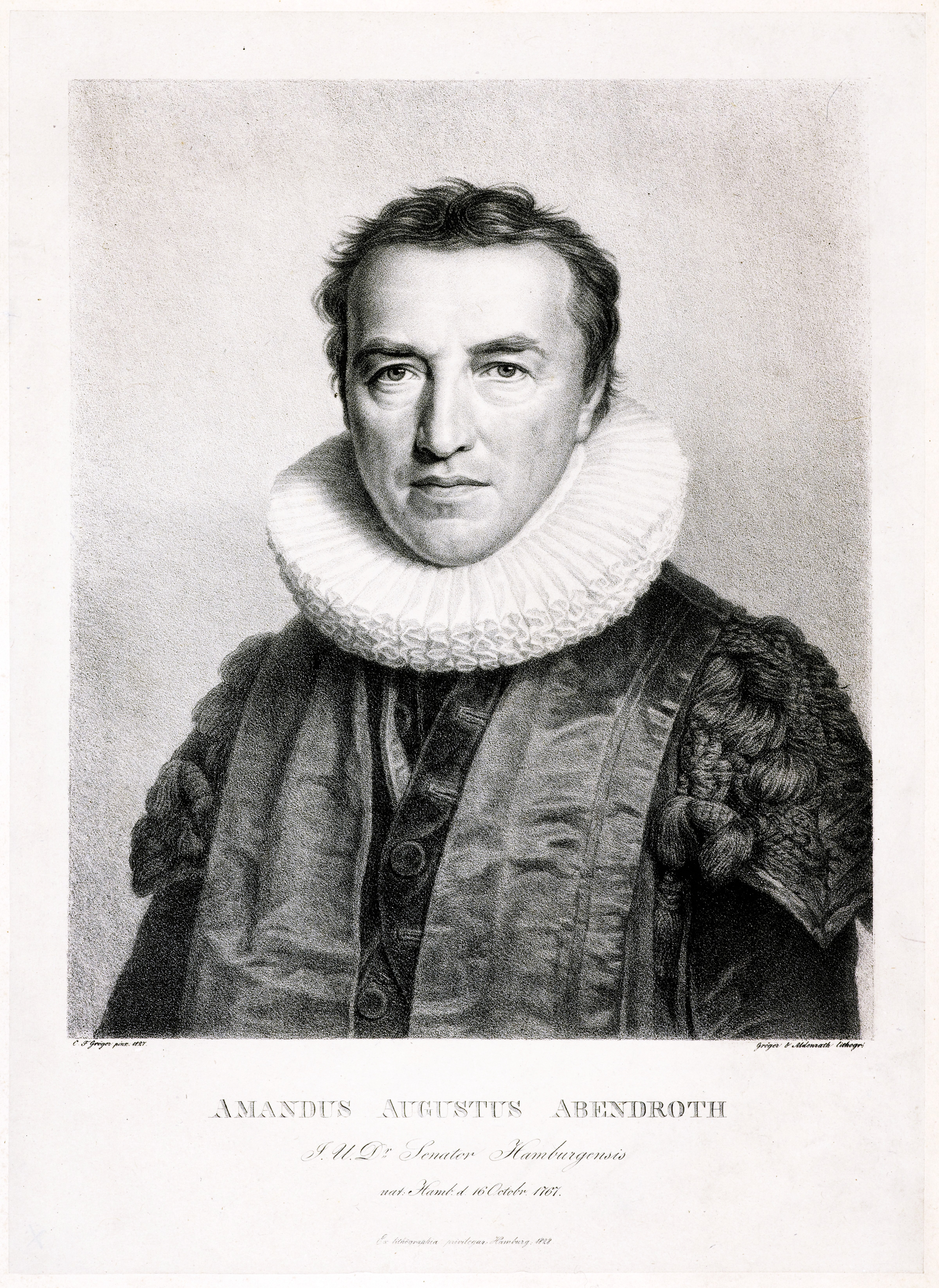
Amandus Augustus Abendroth (1767–1842)

- Abendroth, August (1796–1867), hamburgischer Jurist und Philanthrop
- Abendroth, Carl Eduard (1804–1885), deutscher Politiker, Hamburger Kaufmann und Mitglied der Hamburgischen Bürgerschaft
- Abendroth, Christian Friedrich von (1744–1811), deutscher Unternehmer und Rittergutsbesitzer
- Abendroth, Christopher (* 1977), deutscher Fantasy und Science-Fiction Autor
- Abendroth, Erna von (1887–1959), deutsche Krankenschwester
- Abendroth, Günther (1920–1993), deutscher Politiker (SPD), MdA
- Abendroth, Gustav Ernst (1844–1928), deutsch-südafrikanischer Organist, Komponist und Dirigent deutscher Herkunft
- Abendroth, Heinrich von (1819–1880), sächsischer Generalleutnant, Militärschriftsteller
- Abendroth, Hermann (1882–1951), deutscher Kabarettist, Entertainer und Komponist
- Abendroth, Hermann (1883–1956), deutscher Dirigent und Politiker, MdVHermann Abendroth (1883–1956)

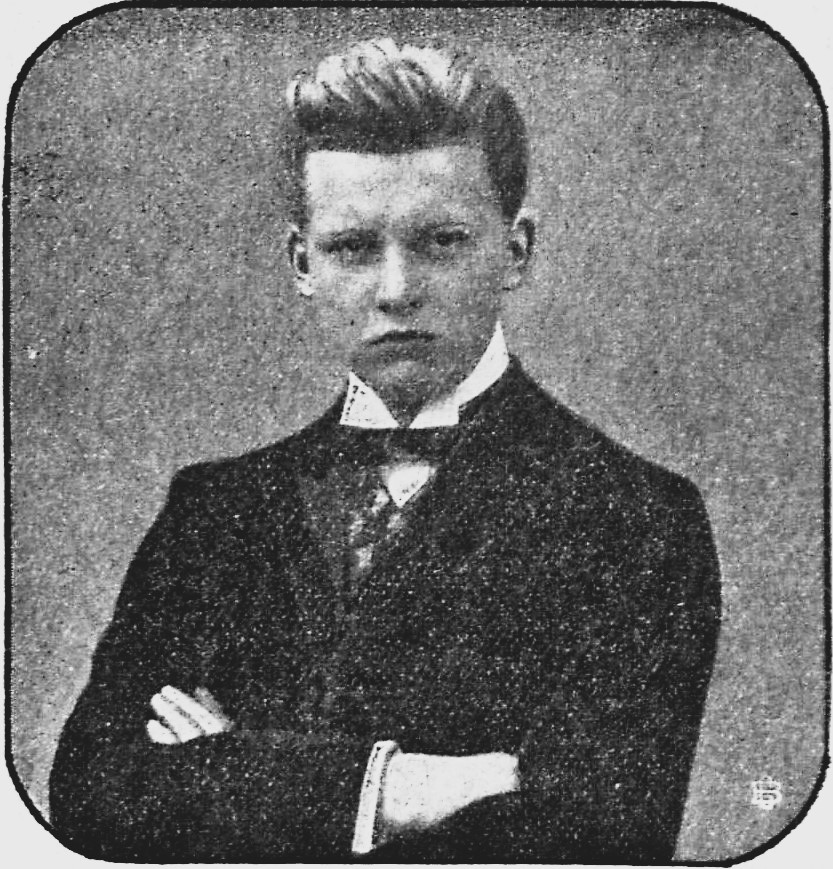
Hermann Abendroth (1883–1956)

- Abendroth, Hermann von (1807–1884), Abgeordneter im Sächsischen Landtag
- Abendroth, Irene (1872–1932), österreichische Sängerin in der Stimmlage Koloratur-Sopran
- Abendroth, Jocco (1953–2007), deutscher Sänger, Gitarrist und Komponist
- Abendroth, Josef (1825–1890), österreichischer Verwaltungsjurist und Politiker
- Abendroth, Kurt (* 1921), deutscher DBD-Funktionär, MdV
- Abendroth, Martin (1883–1977), deutscher Opernsänger (Bassbariton) und Gesangspädagoge
- Abendroth, Michael (* 1948), deutscher Schauspieler und Theaterregisseur
- Abendroth, Mira (1878–1949), österreichische Opernsängerin
- Abendroth, Robert (1842–1917), deutscher Kustos, Bibliothekar und Archivar
- Abendroth, Walter (1896–1973), deutscher Komponist, Redakteur, Musikkritiker und Musikschriftsteller
- Abendroth, William (1838–1908), deutscher Mathematiker, Physiker und Konrektor der Kreuzschule in Dresden
- Abendroth, Wolfgang (1906–1985), deutscher Politologe
- Abendroth, Wolfgang (* 1978), deutscher Kirchenmusiker
- Abendschein, Hartmut (* 1969), deutsch-schweizerischer Schriftsteller, Herausgeber und Verleger
- Abendschein, Heinrich (1920–1999), deutscher Agrarwissenschaftler, Verwaltungsbeamter und Politiker (FDP/DVP)
- Abendschein, Jürgen (* 1966), deutscher Wirtschaftswissenschaftler
- Abendschön, Willi (1905–1946), deutscher Gestapo-Beamter
- Abene, Michael (* 1942), US-amerikanischer Jazzpianist, Arrangeur, Musikpädagoge und Komponist
- Abenheim, Donald (* 1953), US-amerikanischer Militärhistoriker
- Abenheim, Joseph (1804–1891), deutscher Komponist, Violinist und Dirigent
- Abeno, Chaco, japanische Comiczeichnerin
- Abenoza, Antonio (1926–1953), spanischer Fußballspieler
- Abens, Victor (1912–1993), luxemburgischer Widerstandskämpfer und Politiker, Mitglied der Chambre, MdEP
- Abensberg, Niclas von (1441–1485), Graf von Abensberg
- Abensour, Miguel (1939–2017), französischer Philosoph
- Abensperg und Traun, Hugo von (1828–1904), österreichischer Politiker
- Abensperg und Traun, Julius Johann Wilhelm von (1670–1739), k.k. Feldzeugmeister und zuletzt Gouverneur von Messina
- Abensperg und Traun, Otto Ehrenreich von (1644–1715), k.k. Kämmerer, wirklicher Geheimer Rat, Landmarschall und General-Landoberster in Österreich unter der Enns
- Abensperg und Traun, Otto Ferdinand von (1677–1748), österreichischer Feldmarschall unter Kaiserin Maria TheresiaOtto Ferdinand von Abensperg und Traun (1677–1748)

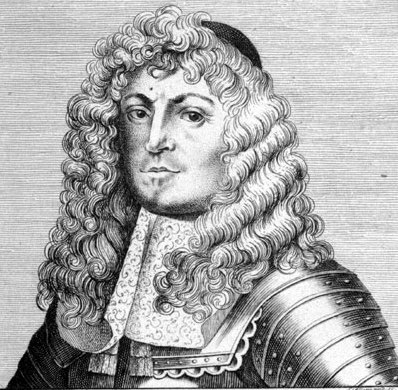
Otto Ferdinand von Abensperg und Traun (1677–1748)

- Abente Brun, Diego, paraguayischer Diplomat und Politiker
- Abenthum, Karl (1901–1976), deutscher katholischer Pfarrer
- Abenthum, Ludwig (* 1906), deutscher Landrat
- Abenthung, Christiane (* 1973), österreichische Skirennläuferin
- Abenthung, Josef (1779–1860), Freiheitskämpfer, Musiklehrer, Organist und Komponist
- Abenthung, Joseph (1719–1803), österreichischer Baumeister
- Abentung, Martin (* 1981), österreichischer Rennrodler

### Aber
- Aber, Adolf (1893–1960), deutsch-britischer Musikwissenschaftler und Kritiker
- Aber, Eduard (1810–1899), preußischer Verleger
- Aber, Felix (1895–1964), deutsch-amerikanischer Rabbiner
- Abera, Alemitu (* 1986), äthiopische Marathonläuferin
- Abera, Birri (* 2000), äthiopische Mittelstreckenläuferin
- Abera, Daniel (* 1988), äthiopischer Marathonläufer
- Abera, Gezahegne (* 1978), äthiopischer Marathonläufer
- Abera, Hawi (* 2006), äthiopische Mittelstreckenläuferin
- Abera, Tesfaye (* 1992), äthiopischer Langstreckenläufer
- Aberastegui, Hugo (* 1941), argentinischer Ruderer
- Aberasturi, Amaia (* 1997), spanische SchauspielerinAmaia Aberasturi (* 1997)

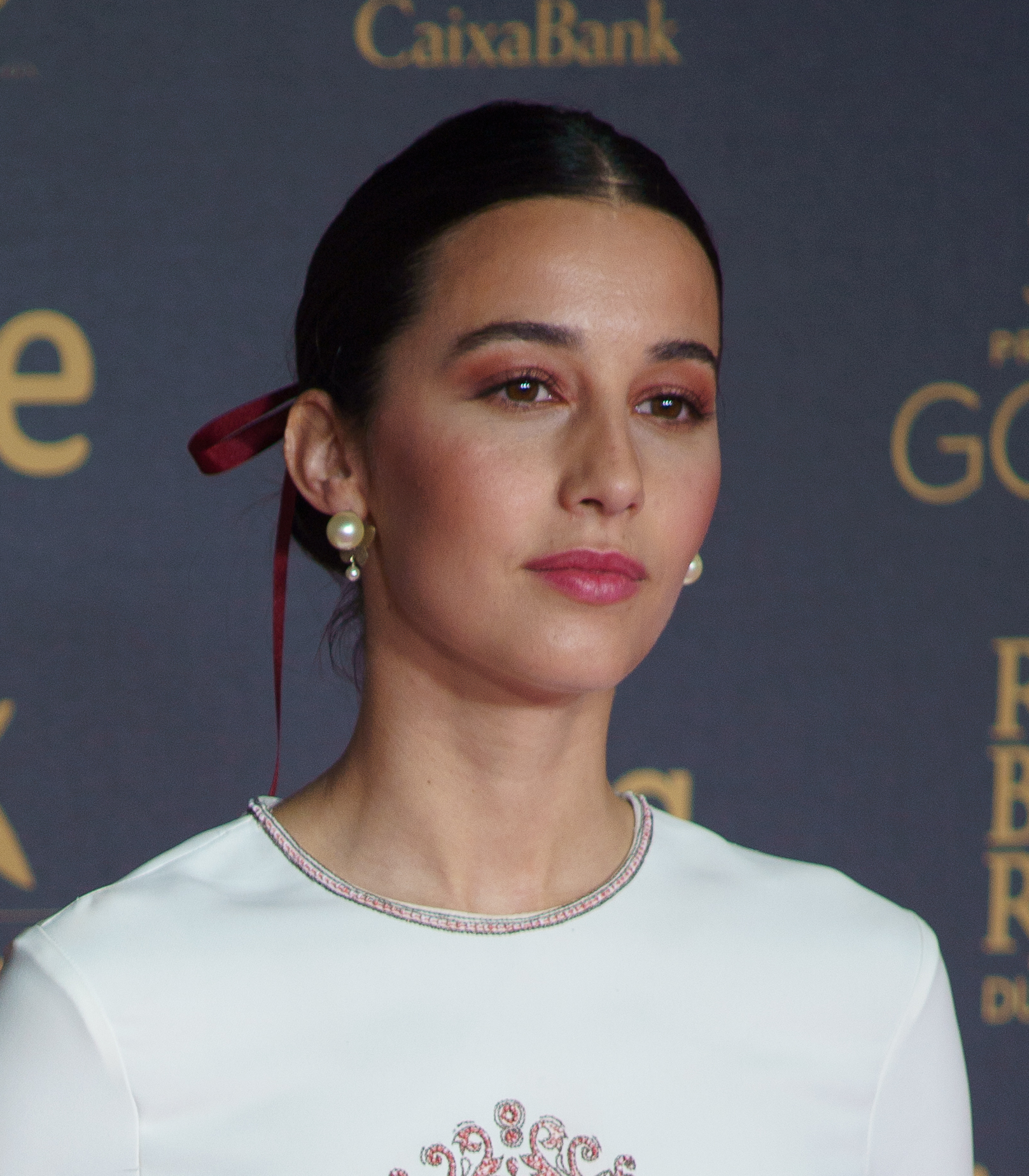
Amaia Aberasturi (* 1997)

- Aberasturi, Jon (* 1989), spanischer Radrennfahrer
- Abercrombie, Alexander (1949–2023), britischer Pianist, Komponist und Mathematiker
- Abercrombie, Brittany (* 1995), US-amerikanische Volleyballspielerin
- Abercrombie, David (1867–1931), US-amerikanischer Unternehmer
- Abercrombie, Gertrude (1909–1977), US-amerikanische Malerin
- Abercrombie, Ian (1934–2012), britischer Schauspieler
- Abercrombie, James (1706–1781), britischer General im Franzosen- und Indianerkrieg
- Abercrombie, James (1792–1861), US-amerikanischer Rechtsanwalt, Richter und Politiker
- Abercrombie, James junior († 1775), britischer Offizier im Franzosen- und Indianerkrieg und im Amerikanischen Unabhängigkeitskrieg
- Abercrombie, Joe (* 1974), englischer FantasyautorJoe Abercrombie (* 1974)

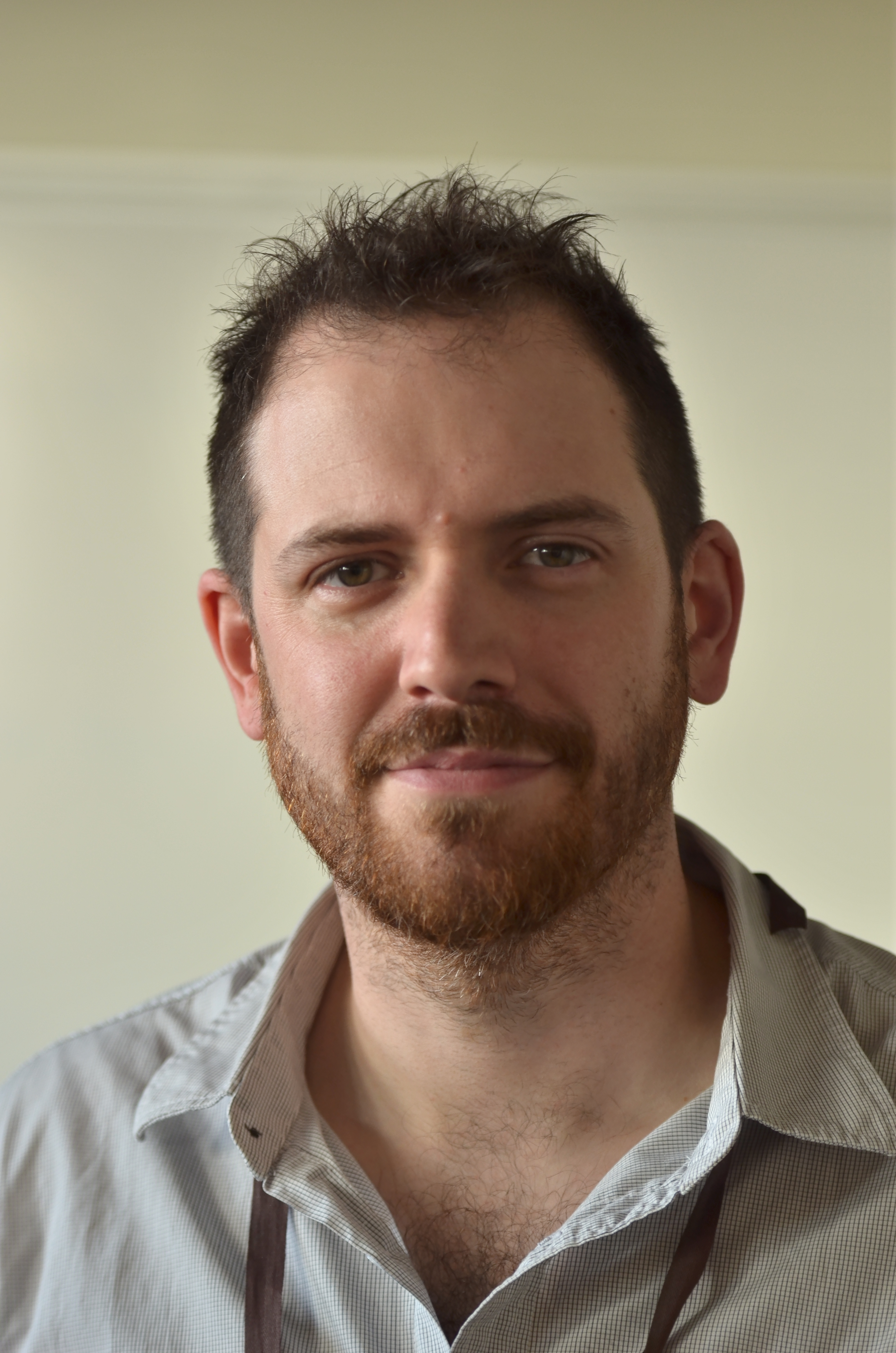
Joe Abercrombie (* 1974)

- Abercrombie, John (1772–1817), britischer General
- Abercrombie, John (1944–2017), US-amerikanischer Gitarrist und Bassist
- Abercrombie, John Joseph († 1877), US-amerikanischer Brigadegeneral der Nordstaaten im Amerikanischen Bürgerkrieg
- Abercrombie, John William (1866–1940), US-amerikanischer Rechtsanwalt und Politiker
- Abercrombie, Lascelles (1881–1938), englischer Schriftsteller
- Abercrombie, Laurence Allen (1897–1973), amerikanischer Konteradmiral der United States Navy
- Abercrombie, Neil (* 1938), US-amerikanischer Politiker
- Abercrombie, Patrick (1879–1957), britischer Stadtplaner
- Abercromby, Alexander (1745–1795), schottischer Jurist und Essayist
- Abercromby, James, 1. Baron Dunfermline (1776–1858), britischer Politiker, Mitglied des House of Commons
- Abercromby, John Frederick (1861–1935), englischer Golfarchitekt
- Abercromby, Ralph (1734–1801), britischer General
- Abercromby, Ralph, 2. Baron Dunfermline (1803–1868), britischer Diplomat
- Abercromby, Robert (1740–1827), britischer General und Parlamentsabgeordneter; Oberbefehlshaber in Indien; Gouverneur von Edinburgh Castle
- Abercron, Hugo von (1869–1945), deutscher Generalmajor, Ballonfahrer und Sachbuchautor
- Abercron, Michael von (* 1952), deutscher Politiker (CDU), MdL und MdB
- Aberdam, Alfred (1894–1963), polnischer Maler
- Aberdeen, Robert, US-amerikanischer Schauspieler
- Aberdein, Jonathan (* 1998), südafrikanischer Automobilrennfahrer
- Aberer, Bartholomäus (1719–1782), Ochsenwirt, Geldverleiher und Landammann In Vorarlberg
- Aberer, Ferdinand (1913–1965), österreichischer Geologe und Paläontologe
- Aberer, Gebhard (* 1959), österreichischer Skispringer
- Aberer, Leo (* 1978), österreichischer Sänger und SongwriterLeo Aberer (* 1978)

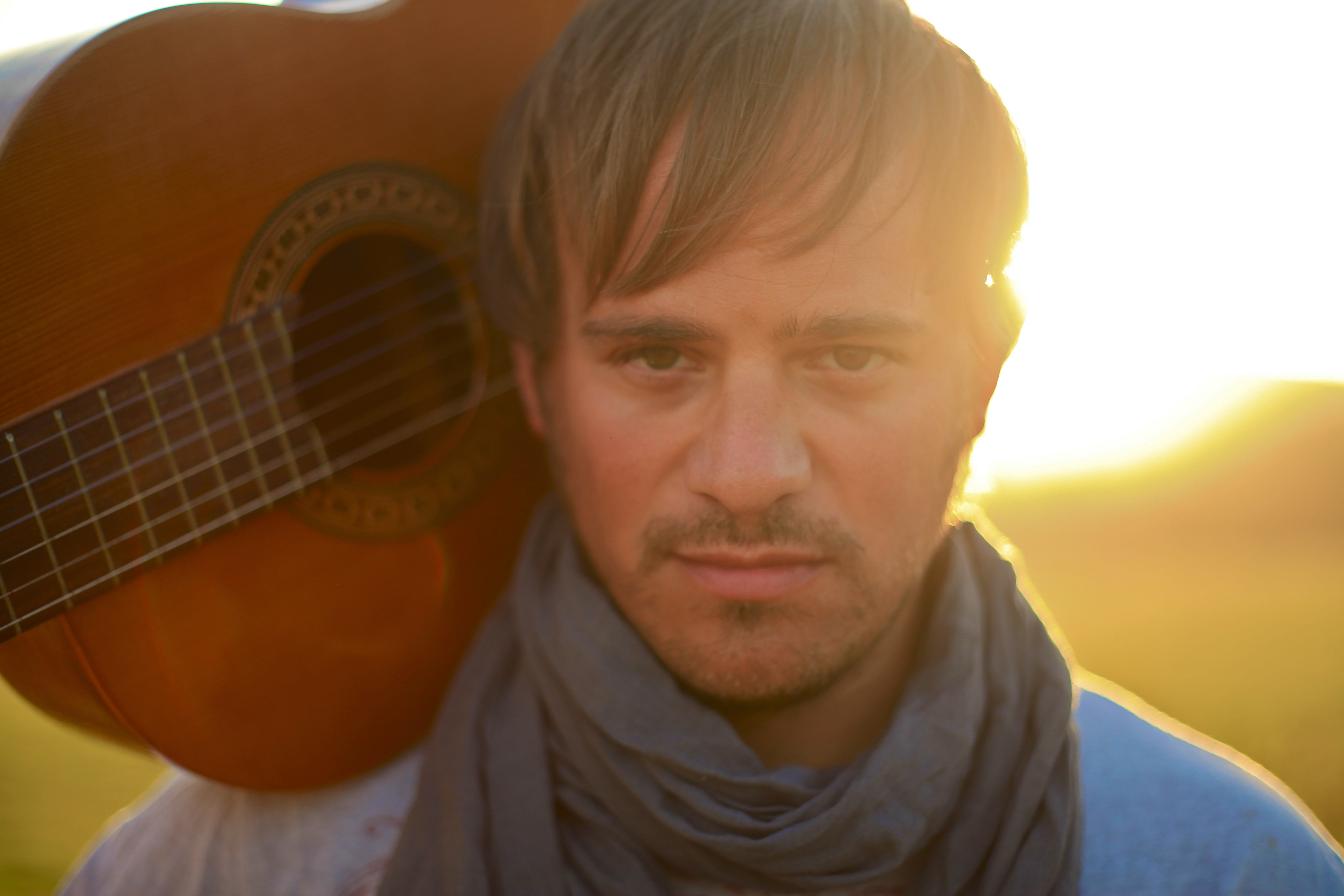
Leo Aberer (* 1978)

- Aberer, Lisa (* 1992), österreichische Popsängerin
- Aberer, Rolf (* 1949), österreichischer Komponist und Jazzmusiker
- Aberer, Werner (* 1953), österreichischer Dermatologe und Allergologe
- Aberer, Willi (1927–2007), österreichischer Politiker (ÖVP), Landtagsabgeordneter
- Åberg, Björn (* 1968), schwedischer Freestyle-Skier
- Åberg, Daniel (* 1975), schwedischer Schriftsteller
- Åberg, Einar (1890–1970), schwedischer politischer Aktivist und Antisemit
- Åberg, Georg (1893–1946), schwedischer Weit- und Dreispringer
- Åberg, Göran (1948–2001), schwedischer Fußballspieler und -trainer
- Åberg, Helena (* 1971), schwedische Schwimmerin
- Åberg, Inga (1773–1837), schwedische Opernsängerin und Schauspielerin
- Åberg, Jan Håkan (1916–2012), schwedischer Organist, Kirchenmusiker und Komponist
- Åberg, John Einar (1908–1999), schwedischer Schriftsteller und Drehbuchautor
- Åberg, Jon Olof (1843–1898), schwedischer Schriftsteller
- Åberg, Lars (* 1948), schwedischer Organist, Chorleiter und Komponist
- Åberg, Lasse (* 1940), schwedischer Schauspieler, Regisseur, Musiker und Künstler
- Åberg, Lennart (1942–2021), schwedischer Jazzmusiker (Saxophone, Flöte, Komposition)
- Åberg, Ludvig (* 1999), schwedischer GolfsportlerLudvig Åberg (* 1999)

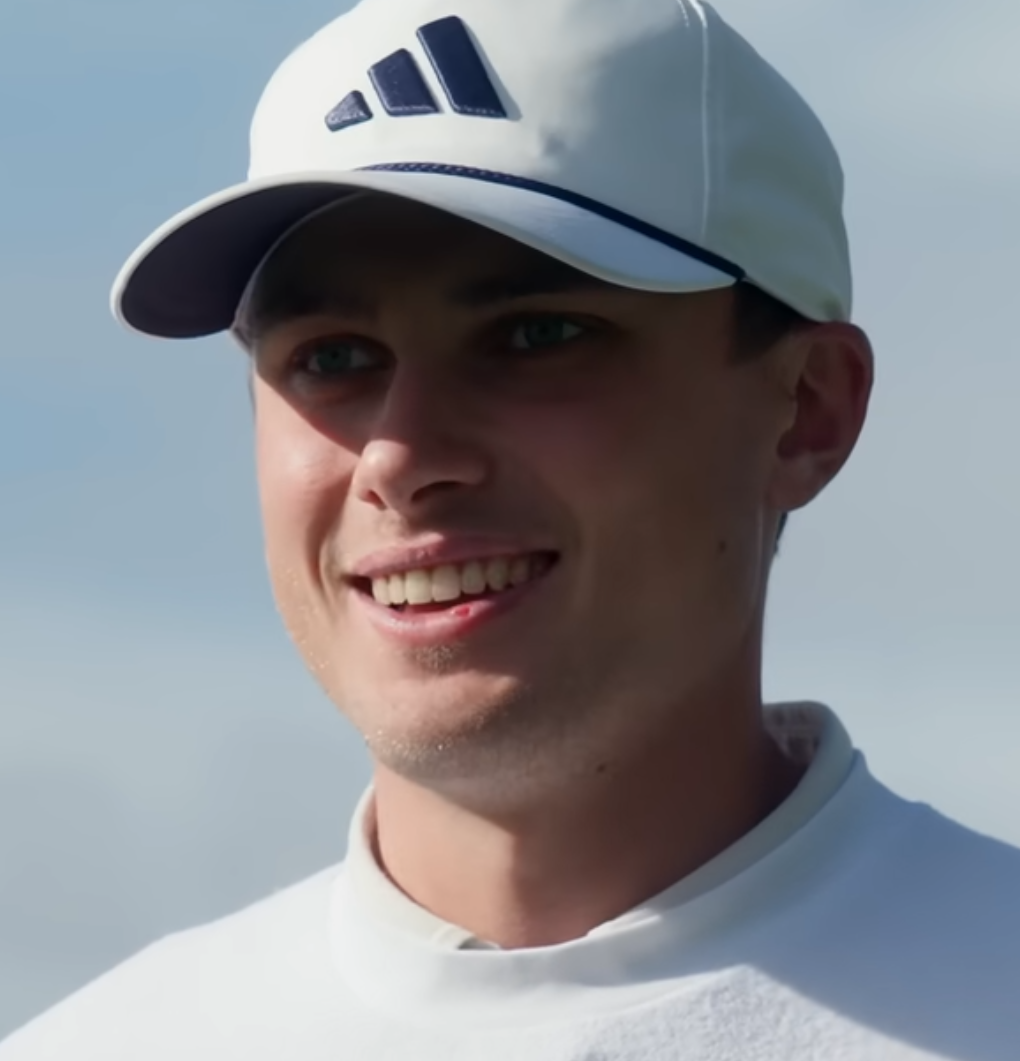
Ludvig Åberg (* 1999)

- Åberg, Majken (1918–1999), schwedische Diskuswerferin
- Åberg, Mats (* 1943), schwedischer Kirchenmusiker, Musikpädagoge und Organist
- Åberg, Nils (1888–1957), schwedischer prähistorischer Archäologe
- Åberg, Olle (1925–2013), schwedischer Mittelstreckenläufer
- Åberg, Pontus (* 1993), schwedischer EishockeyspielerPontus Åberg (* 1993)

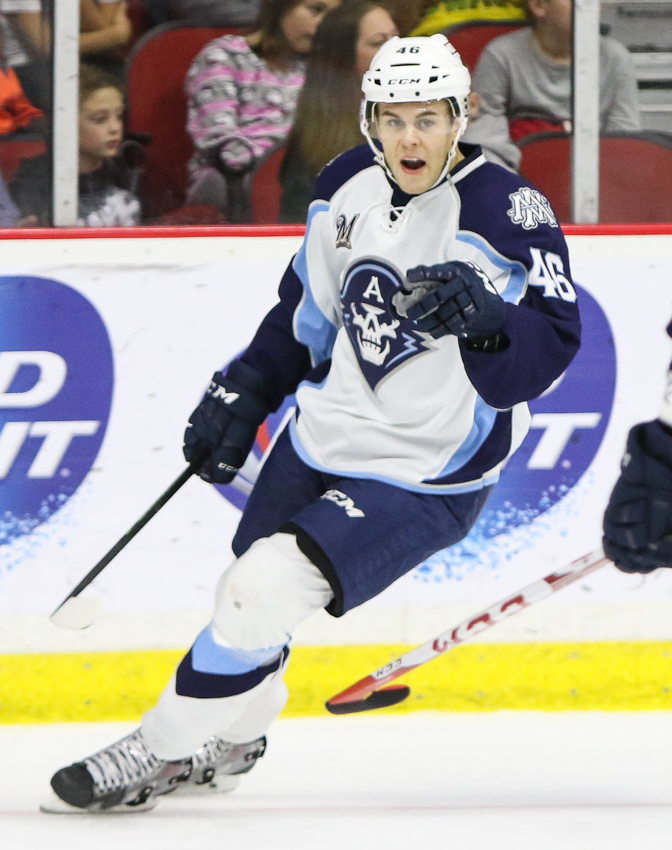
Pontus Åberg (* 1993)

- Åberg, Siv (* 1944), schwedische Schauspielerin
- Åberg, Sven (* 1951), schwedischer Flötist und Dirigent
- Åberg, Sven (* 1963), schwedischer Lautenist, Gitarrist und Musikpädagoge
- Åberg, Thomas (* 1952), schwedischer Komponist und Organist
- Åberg, Victoria (1824–1892), finnische Landschaftsmalerin der Düsseldorfer Schule
- Abergel, Avital (* 1977), israelische Schauspielerin
- Abergel, Laurent (* 1993), französischer Fußballspieler
- Abergel, Thal (* 1982), französischer Schachspieler
- Aberger, Erich (1892–1941), deutscher Radrennfahrer
- Aberham, Edwina (1881–1956), Oberin des Jesuheims in Girlan
- Aberhart, William (1878–1943), kanadischer Politiker, Lehrer und Prediger
- Aberit, ägyptischer Goldschmied römischer Zeit
- Aberkios, Kleriker (vermutlich Bischof) von Hierapolis und Heiliger
- Aberle, Anton (1876–1953), Schweizer Architekt
- Aberle, Elke (* 1950), deutsche Schauspielerin
- Aberle, Emma (1886–1949), deutsche Schriftstellerin und Dichterin
- Aberle, Erich (1922–2002), deutscher Schauspieler und Hörspielsprecher
- Aberle, Gerd (* 1938), deutscher Wirtschaftswissenschaftler
- Aberle, Humberto (1891–1970), salvadorianischer Luftfahrtpionier
- Aberle, Johann Georg († 1706), bayerischer Soldat
- Aberle, Juan (1846–1930), italienischer Dirigent, Komponist, Pianist, Organist, Musikpädagoge und Musikjournalist
- Aberle, Karl (1818–1892), österreichischer Anatom
- Aberle, Karl (1901–1963), deutscher Verleger und Politiker (SPD), MdL
- Aberle, Mathias (1784–1847), österreichischer Mediziner
- Aberle, Moritz von (1819–1875), römisch-katholischer Theologe
- Aberle, Peter (1918–1992), deutscher Politiker (SPD), MdA
- Aberli, Heinrich, Schweizer Bäcker und ein Anhänger der Schweizer Täuferbewegung
- Aberli, Johann Ludwig (1723–1786), Schweizer Maler
- Aberli, Johannes (1774–1851), Schweizer Medailleur, Stein- und Stempelschneider
- Aberlin, Joachim, deutscher Pfarrer, Lehrer und Kirchenliederdichter
- Abermann, Heinrich (1583–1621), Historiker, Rektor der Universität Wien
- Abernathy, Anne (* 1953), US-amerikanische Rennrodlerin (US-Jungferninseln)
- Abernathy, Donzaleigh (* 1957), US-amerikanische Schauspielerin und Autorin
- Abernathy, Juanita (1931–2019), US-amerikanische Bürgerrechtsaktivistin, Hochschullehrerin und Geschäftsfrau
- Abernathy, Lewis, US-amerikanischer Schauspieler und Drehbuchautor
- Abernathy, Marion, US-amerikanische Sängerin des Rhythm & Blues
- Abernathy, Ralph (1926–1990), US-amerikanischer Bürgerrechtler, baptistischer Geistlicher
- Abernathy, Robert (1924–1990), US-amerikanischer Science-Fiction-Autor
- Abernathy, Samantha (* 1991), US-amerikanische Pokerspielerin und It-GirlSamantha Abernathy (* 1991)

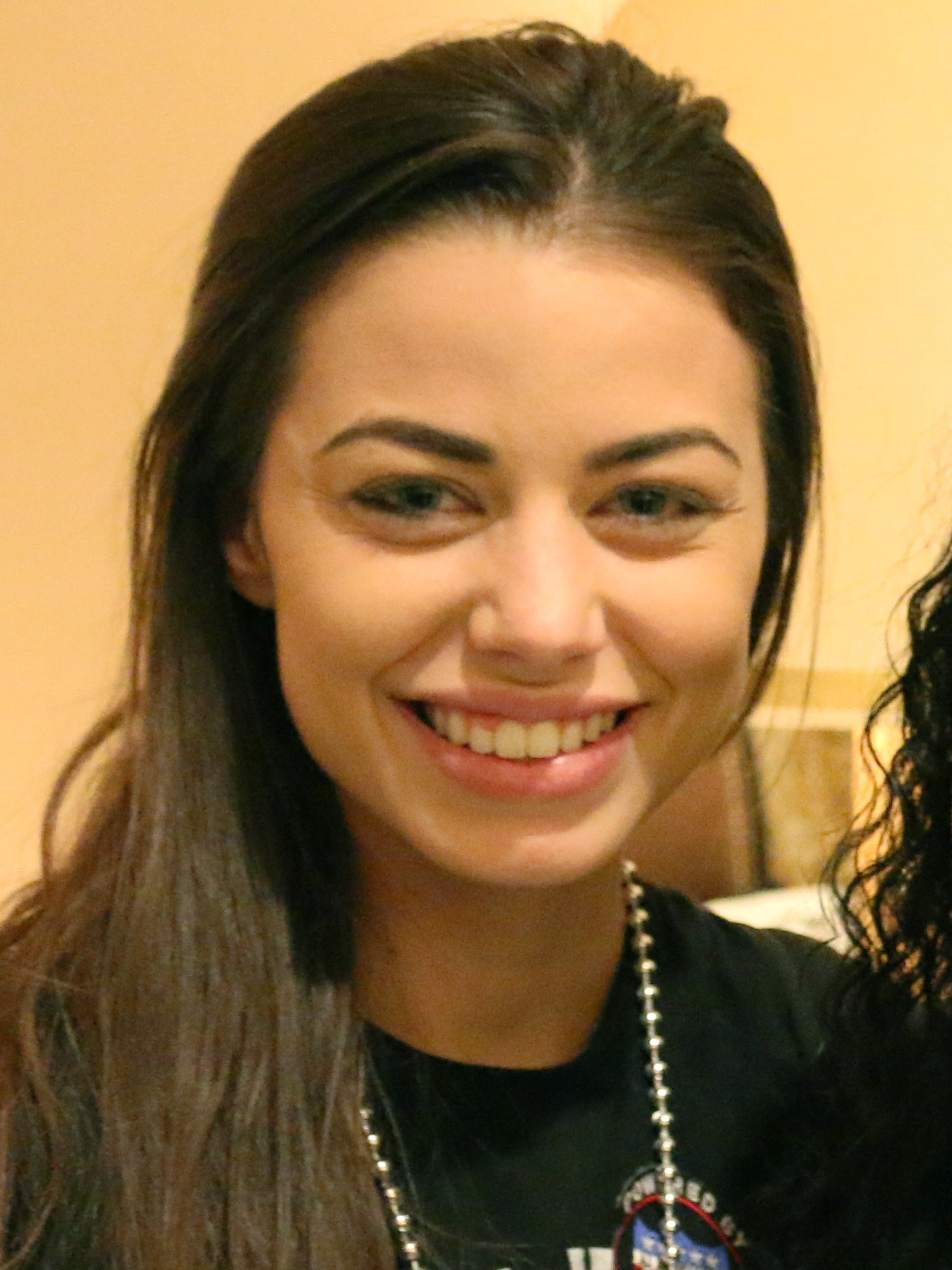
Samantha Abernathy (* 1991)

- Abernethy, Alexander, schottischer Adliger und Militär in englischen Diensten
- Abernethy, Burgess (* 1987), australischer Schauspieler
- Abernethy, Charles Laban (1872–1955), US-amerikanischer Jurist und Politiker
- Abernethy, Frank Nicholson (1864–1927), britischer Organist, Chorleiter und Komponist
- Abernethy, Hugh, schottischer Adliger
- Abernethy, Hugh (* 1967), schottischer Snookerspieler
- Abernethy, John (1764–1831), englischer Chirurg und Anatom
- Abernethy, Lawrence, 1. Lord Saltoun, schottischer Adliger
- Abernethy, Moira (* 1939), südafrikanische Schwimmerin
- Abernethy, Thomas (1903–1998), US-amerikanischer Politiker
- Abero, Mathías (* 1990), uruguayischer Fußballspieler
- Abersbach, Jan Jiři (1654–1704), böhmischer Priester und Komponist
- Abershawe, Jerry (1773–1795), englischer Straßenräuber
- Äbersold, Johannes (1737–1812), Schweizer Ebenist
- Abert, Anna Amalie (1906–1996), deutsche Musikwissenschaftlerin
- Abert, Friedrich (1888–1963), deutscher Landrat
- Abert, Friedrich Philipp von (1852–1912), römisch-katholischer Erzbischof von Bamberg
- Abert, Hermann (1871–1927), deutscher Musikhistoriker
- Abert, James W. (1820–1897), US-amerikanischer Offizier und Kartograph
- Abert, Johann Joseph (1832–1915), deutsch-böhmischer Komponist, Dirigent und Kontrabassist
- Abert, Joseph Friedrich (1879–1959), deutscher Historiker und Archivar
- Abert, Paul (1879–1947), deutscher Theologe und Schriftsteller
- Abert, Wenzel (1842–1917), böhmischer Geiger, Bratschist und Komponist
- Aberth, Josef (* 1930), deutscher DBD-Funktionär, MdV

### Abes
- Abesch, Anna Barbara Maria (1706–1773), Schweizer Malerin
- Abeshouse, Warren (* 1952), australischer Komponist
- Abeso Oyana, Narciso Edu Ntugu (* 1957), äquatorialguineischer Botschafter
- Abeßer, Doris (1935–2016), deutsche SchauspielerinDoris Abeßer (1935–2016)

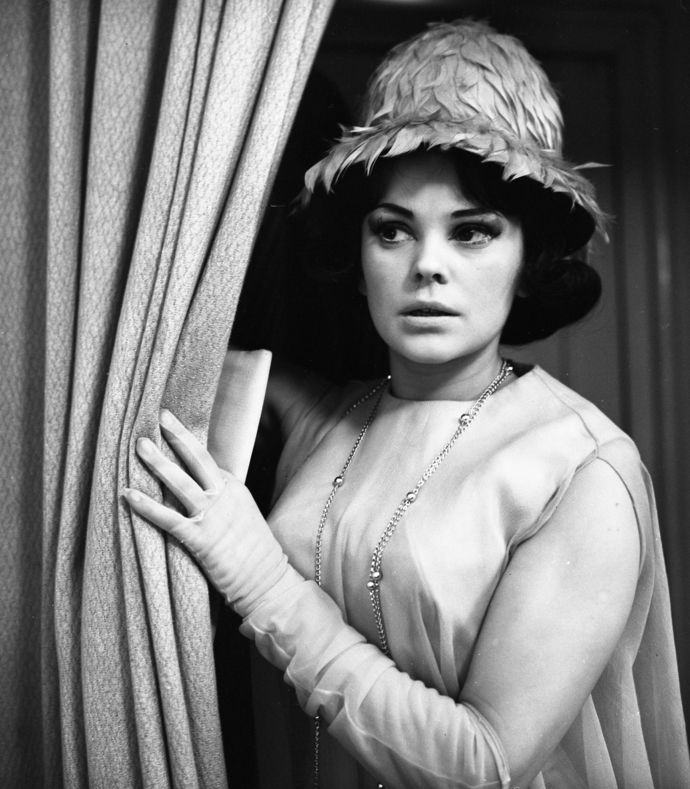
Doris Abeßer (1935–2016)

- Abesser, Edmund (1839–1889), deutscher Musiker, Komponist und Pianist
- Abesser, Georg (1889–1977), deutscher Sanitätsoffizier, zuletzt Generalarzt
- Abesser, Melchior († 1627), kur- und fürstlich-sächsischer Oberwild- und Jägermeister
- Abesser, Sebastian (1559–1616), kur- und fürstlich-sächsischer Oberwild- und Jägermeister
- Abesser, Sebastian (1581–1638), deutscher evangelischer Theologe
- Abessinus, Johannes Baptista, äthiopischer, katholischer Bischof und päpstlicher Nuntius
- Abessolo Bivina, Germaine (* 1990), kamerunische Sprinterin

### Abet
- Abetni, altägyptische Königin
- Abetti, Antonio (1846–1928), italienischer Astronom
- Abetti, Giorgio (1882–1982), italienischer Astronom
- Abetz, Eric (* 1958), australischer Politiker deutscher Abstammung (Liberal Party of Australia)
- Abetz, Karl (1896–1964), deutscher Forstwissenschaftler und Hochschullehrer
- Abetz, Otto (1903–1958), deutscher Botschafter in Paris während des Zweiten WeltkriegsOtto Abetz (1903–1958)

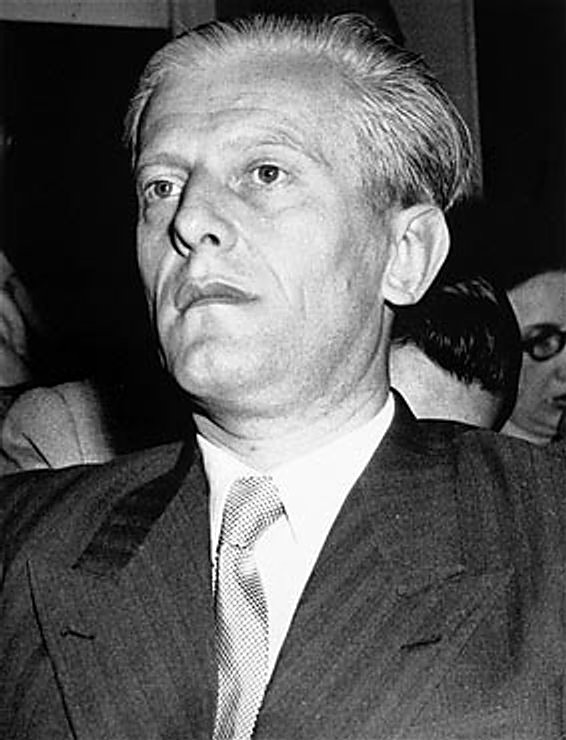
Otto Abetz (1903–1958)

- Abetz, Peter (* 1952), deutsch-australischer Politiker (Liberal Party of Australia) und Geistlicher

### Abey
- Abeyaratne, Rohan (* 1952), US-amerikanischer Ingenieur
- Abeyie, Tim (* 1982), britisch-ghanaischer Leichtathlet
- Abeykoon, Yupun (* 1994), sri-lankischer Sprinter
- Abeylegesse, Elvan (* 1982), türkische Mittel- und Langstreckenläuferin äthiopischer Herkunft
- Abeypitiya, Shehan (* 1990), sri-lankischer Sprinter
- Abeyrathne, Gayanthika (* 1986), sri-lankische Mittelstreckenläuferin
- Abeywardena, Lakshman Yapa (* 1955), sri-lankischer Politiker, Abgeordneter, Gouverneur und Minister
- Abeywardena, Mahinda Yapa (* 1945), sri-lankischer Politiker
- Abeywardena, Vajira (* 1963), sri-lankischer Politiker
- Abeywickreme, Brian (* 1988), Schweizer House- und Electro-DJ Team und Musikproduzent